# Fairchild-Republic A-10 Thunderbolt II
El Fairchild-Republic A-10 Thunderbolt II es un avión de ataque a tierra y de apoyo aéreo cercano monoplaza, birreactor y de ala recta, desarrollado en Estados Unidos por la compañía Fairchild-Republic a principios de los años 70. Fue diseñado a petición de la Fuerza Aérea de los Estados Unidos (USAF) para proporcionar apoyo aéreo cercano (CAS) a las tropas terrestres mediante el ataque a carros de combate, vehículos blindados y otros objetivos terrestres con una capacidad limitada de interdicción aérea. Es el primer avión de la USAF diseñado exclusivamente para misiones CAS.
El A-10 está diseñado en torno al GAU-8 Avenger, un potente cañón rotativo que forma el principal armamento del aparato. El fuselaje del avión incorpora unos 540 kg de blindaje y su diseño está pensado para dar prioridad a la supervivencia del avión, con las medidas de protección necesarias para permitir a la aeronave permanecer en el aire, incluso después de sufrir daños significativos.
Su sobrenombre oficial, Thunderbolt II (‘rayo’ en inglés), viene del Republic P-47 Thunderbolt de la Segunda Guerra Mundial, un cazabombardero que fue especialmente efectivo en la misión de apoyo aéreo cercano. Sin embargo, el A-10 es más conocido por su apodo Warthog o simplemente Hog. Como misión secundaria, proporciona control aéreo avanzado, guiando a otros aviones contra objetivos terrestres. Los A-10 usados principalmente en esa misión fueron designados OA-10.
Ha participado en operaciones de combate en la guerra del Golfo, en los conflictos de Bosnia y Kosovo, en la guerra de Afganistán y en la guerra de Irak. Después de ser modernizado en varias ocasiones, está previsto que el A-10 no sea reemplazado por el nuevo F-35 Lightning II hasta el año 2028 o incluso después.
El A-10 ha recibido varias mejoras a lo largo de los años de servicio, lo que muestra como, a pesar del paso de los años, la misión de apoyo a los fusileros que combaten en tierra sigue siendo importante y no hay ningún avión en la USAF que asegure realizarla con la misma eficacia y seguridad. El Congreso de Estados Unidos ha impulsado en muchos casos estas mejoras, frente a la oposición de la USAF.
- Desde 1978 se incorporó el sensor láser Pave Penny, que detectaba la señal emitida por un designador láser sobre un objetivo.
- Desde 1980 comenzó a recibir un sistema de navegación inercial.
- La actualización Low-Altitude Safety and Targeting Enhancement (LASTE) proporcionó un sistema computerizado para la puntería, piloto automático y un sistema de alerta contra colisión terrestre.
- Posteriormente, el A-10 fue homologado con gafas de visión nocturna.
- Desde 1999 comenzó a recibir sistemas de navegación GPS y una nueva pantalla multifunción.
- Desde 2005 el sistema LASTE comenzó a ser actualizado con nuevas computadores de control de tiro y vuelo IFFCC (Integrated Flight & Fire Control Computers).
- En 2005 comenzó el programa Precision Engagement (PE) de modernización: sistema de control de tiro (FCS) mejorado, nuevas contramedidas electrónicas y nuevas armas inteligentes. La mejora creó el modelo A-10C.
- El A-10 está pasando por el programa de extensión de vida de servicio en el que recibirá alas nuevas. Boeing construirá 242 nuevos conjuntos de alas de A-10.

## Desarrollo

### Antecedentes

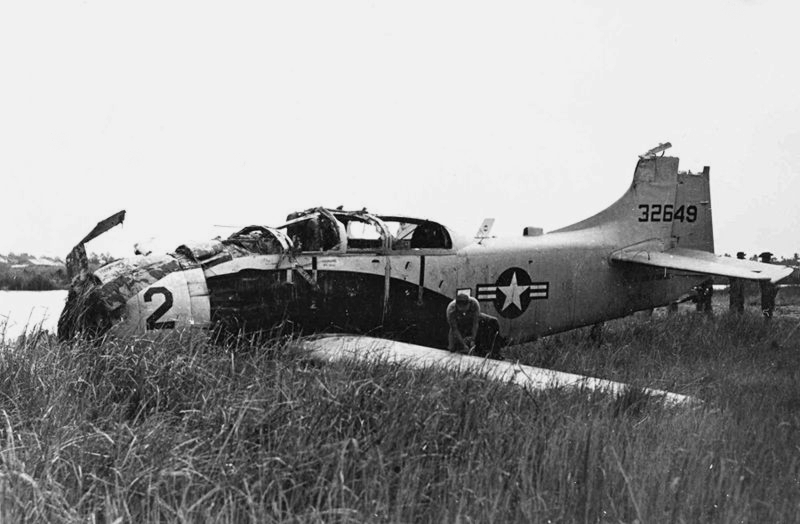
Un avión de ataque A-1E Skyraider estrellado en Vietnam el 10 de marzo de 1966.

En la guerra de Corea, los reactores F-80C y F-84 de la Fuerza Aérea de Estados Unidos no eran del todo efectivos en las misiones de apoyo aéreo cercano (CAS en inglés, Close Air Support). La USAF había retirado de servicio sus P-47, que en la Segunda Guerra Mundial fueron de los aviones más efectivos en misiones de apoyo aéreo, y hubo de recurrir a los ya obsoletos F-51D para realizar misiones de ataque. En Corea, los aviones de apoyo aéreo cercano más efectivos fueron los F4U Corsair de los Marines. También en Corea participaron los Douglas A-1 Skyraider de la Armada y los Marines.
Una de las razones principales tras el desarrollo del A-10 fue la cantidad de bajas aéreas en la guerra de Vietnam. Durante la misma, un gran número de aeronaves de ataque a tierra estadounidenses fueron derribadas por armas ligeras, misiles superficie-aire y artillería antiaérea de pequeño calibre. Los helicópteros UH-1 Iroquois y AH-1 Cobra de la época, que inicialmente debían encargarse del apoyo aéreo cercano, también se habían mostrado muy vulnerables al fuego antiaéreo.
Además, se produjo por aquel entonces una confrontación entre el Ejército y la Fuerza Aérea de los Estados Unidos por el control de las fuerzas de ataque a tierra: los helicópteros estaban bajo el control del Ejército, los aviones, bajo el de la Fuerza Aérea, y ambas armas deseaban acaparar los recursos destinados a dicha misión. En Vietnam, el Ejército se había quejado de no recibir apoyo aéreo adecuado. El avión de hélice A-1 Skyraider era el principal avión de apoyo aéreo cercano de la USAF, pues los veloces aviones de reacción como los F-100 Super Sabre, F-105 Thunderchief y F-4 Phantom II resultaron ser en su mayor parte ineficaces para esa tarea, entre otros motivos porque su elevada velocidad de crucero y gran consumo de combustible dificultaban su capacidad de sobrevolar el campo de batalla durante periodos prolongados. De hecho, las quejas del Ejército llevaron a la USAF a incorporar aviones como el A-7 o el A-1 para realizar misiones de ataque al suelo. Por su parte, el Ejército desarrolló el concepto del helicóptero de ataque para tener el apoyo de fuego que necesitaba. En 1966 se lanzó el proyecto del helicóptero de ataque Lockheed AH-56 Cheyenne. Las críticas que decían que la Fuerza Aérea no tomaba en serio el apoyo aéreo cercano pedían también que se buscara un avión de ataque especializado.
En este contexto, la Fuerza Aérea requirió el desarrollo de un avión diseñado específicamente para el ataque al suelo que cubriera sus deficiencias en Europa, un escenario considerado mucho más hostil que Vietnam y en el que, a diferencia de este, predominaría el uso de vehículos blindados de combate por parte del enemigo. En aquellos años, los helicópteros se consideraban aún poco adecuados para su uso contra blindados, ya que equipaban solamente ametralladoras y cohetes no guiados destinados a objetivos ligeros. Sin embargo, la USAF percibía los helicópteros armados como un desafío a su monopolio. Las misiones de ataque al suelo todavía usaban cohetes, bombas, napalm y el cañón, por lo que las misiones de ataque implicaban acercarse al objetivo. La USAF ya había adoptado anteriormente un avión de ataque para complementar a los F-111 y F-4, optando por el A-7D por sus bajos costes.
Por otra parte, el éxito de la Fuerza Aérea Israelí en operaciones de ataque al suelo durante la guerra de los Seis Días fue el empujón definitivo al concepto de que se podía emplear aeronaves de ala fija de forma devastadora en dicho tipo de misiones. También se evaluó el éxito en operaciones de ataque al suelo de la Luftwaffe alemana durante la Segunda Guerra Mundial, en la que pilotos como Hans-Ulrich Rudel lograron resultados extraordinarios, entre otras razones, gracias al empleo exhaustivo del Junkers Ju 87 equipado con cañones automáticos MG 151/20 de 20 mm, y posteriormente con los BK 37 de 37 mm.

### Programa A-X

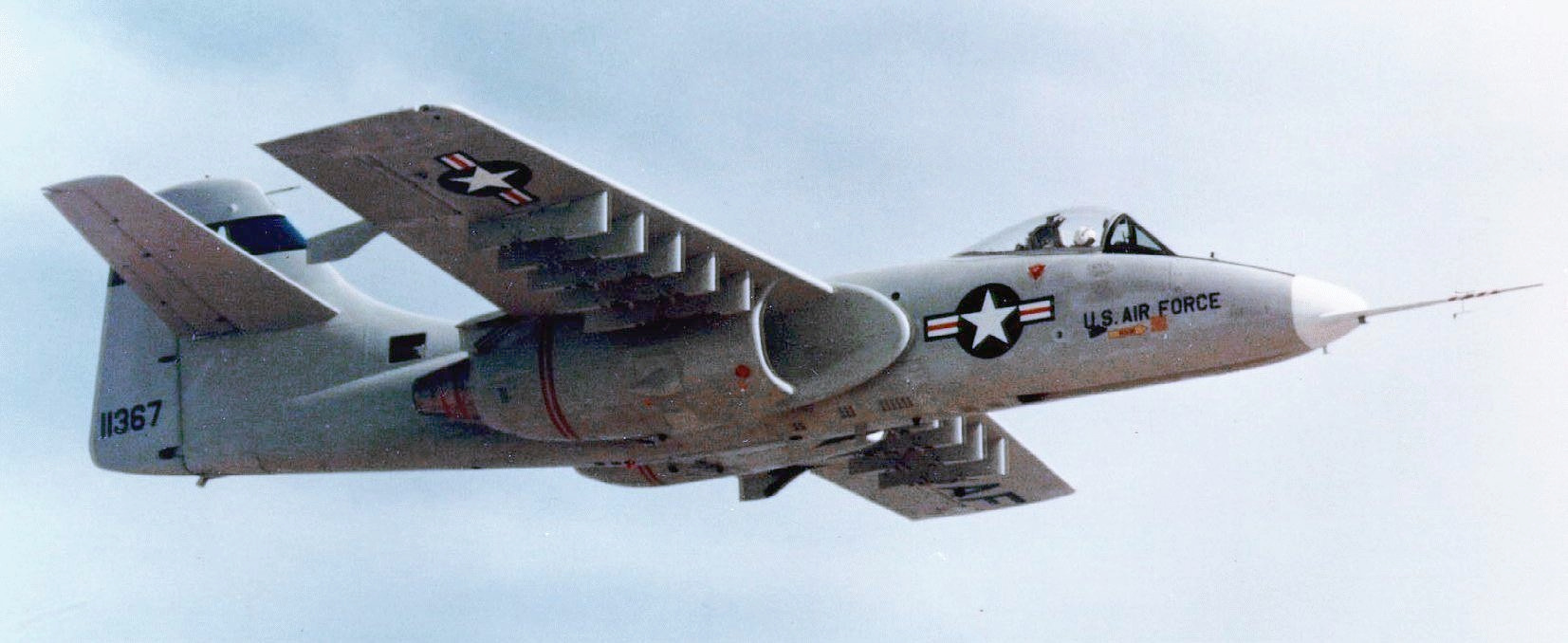
Northrop YA-9A, competidor del YA-10A en el programa A-X.

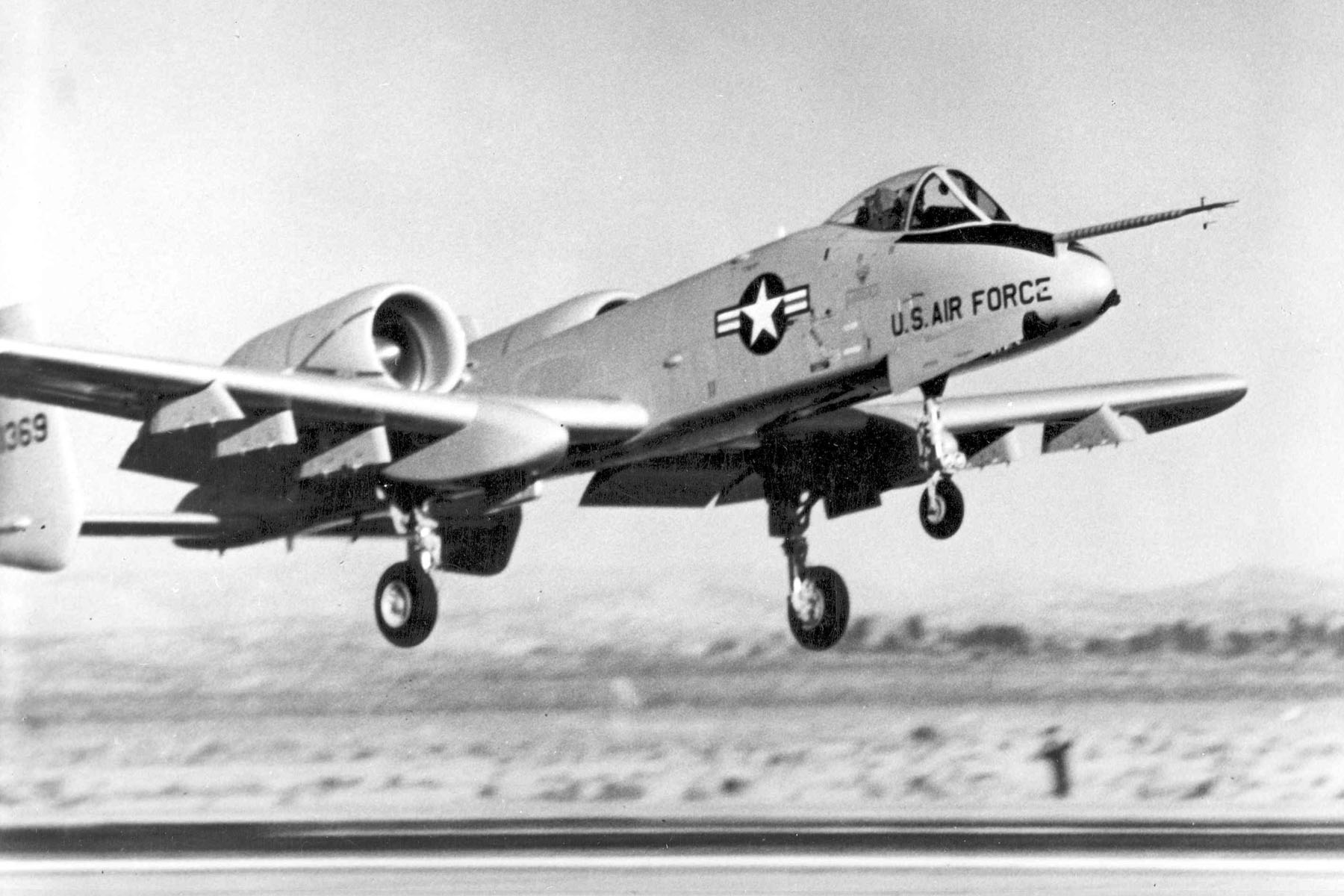
Fairchild YA-10A.

A mediados de 1966, con intención de buscar un nuevo avión de ataque, la Fuerza Aérea de los Estados Unidos formó la oficina del programa denominado Attack Experimental (A-X). El oficial a cargo del proyecto fue el coronel Avery Kay. A continuación, el 6 de marzo de 1967, la Fuerza Aérea distribuyó una solicitud de información a 21 contratistas de defensa para el desarrollo del programa A-X.
En mayo de 1970, la Fuerza Aérea emitió una solicitud de propuestas modificada y mucho más detallada. La amenaza de las fuerzas blindadas soviéticas y las operaciones de ataque todo tiempo se hicieron más importantes. Entonces se incluía en los requerimientos que el avión debía ser diseñado específicamente para el cañón de calibre 30 mm. También se pedía un avión con una velocidad máxima de 740 km/h, una distancia de despegue de 1200 m, una carga externa de 7300 kg, un radio de combate de 460 km, y un coste unitario de 1,4 millones de dólares. Al mismo tiempo fue emitida una solicitud de propuestas para el cañón de 30 mm del A-X, pidiendo una alta cadencia de tiro (4000 disparos/minuto) y una alta velocidad de salida.
Para entender el contexto de la USAF en aquel momento, Estados Unidos se preparaba para afrontar una invasión del Pacto de Varsovia en Europa. Deberían parar el ataque de miles de tanques y blindados y la USAF era la encargada de proporcionar el apoyo aéreo. En Vietnam, solo tres aviones de la USAF habían demostrado ser capaces de realizar misiones de apoyo aéreo de modo satisfactorio:
- Cessna A-37 Dragonfly, una variante de un avión de entrenamiento, pero que no se planteaba emplearlo fuera de una guerra de guerrillas.
- A-1 Skyraider, tan resistente y capaz como obsoleto e incapaz de hacer frente a una defensa antiaérea moderna como la que el Pacto de Varsovia desplegaría en Europa.
- A-7 Corsair II, de lejos el mejor avión moderno de ataque al suelo de la USAF en aquel momento, pero no optimizado para destruir blindados y tanques.

Tras analizar las lecciones de Vietnam, el avión de apoyo aéreo cercano debería ser adecuado para una hipotética guerra en Europa. Como base para los requerimientos se tomó al A-1 Skyraider, así como las experiencias de la 2.ª Guerra Mundial de aviones alemanes con cañones anticarro y cazabombarderos americanos como el P-47 Thunderbolt. En 1970 se definió lo que se quería:
- Gran autonomía para merodear sobre la zona de combate.
- Elevada supervivencia en combate frente a la defensa aérea. La USAF se enfrentó en 1972 a los misiles SA-2 y SA-7, y, el año siguiente, Israel a los SA-2, SA-3, SA-6, SA-7 y al cañón antiaéreo ZSU-23.
- Facilidad de mantenimiento.
- Gran capacidad de armamento, con énfasis en armas anticarro. Se estaba desarrollando el cañón GAU-8 y se quería instalarlo en el nuevo avión.
- Posibilidad de operar en bases avanzadas o provisionales.

Seis compañías enviaron sus propuestas a la USAF, siendo seleccionadas Northrop y Fairchild-Republic para construir los prototipos: el Northrop YA-9A y el Fairchild-Republic YA-10A respectivamente. Por otra parte, General Electric y Philco-Ford fueron escogidas para fabricar y probar los prototipos del cañón GAU-8 Avenger.
El YA-10A realizó su primer vuelo el 10 de mayo de 1972. Tras las pruebas y una competición contra el YA-9A que comenzó el 10 de octubre y duró prácticamente dos meses, la Fuerza Aérea anunció el 18 de enero de 1973 la elección del YA-10A de Fairchild-Republic para entrar en producción. El YA-10A había completado 138,5 horas de vuelo en 87 salidas, mientras que su competidor, 147 horas en 123 despegues. Las principales razones de la elección del avión de Fairchild-Republic fueron que sus alas ofrecían una mayor capacidad de carga y mejor acceso, era más manejable en el suelo y era más sencillo de fabricar. Por otra parte, en junio de 1973, General Electric fue elegida para fabricar el cañón GAU-8. Los altos mandos de la USAF eran un poco reticentes a comprar aviones de ataque al suelo. Defendían contar con aviones supersónicos, argumentando que su polivalencia les permitiría realizar misiones de ataque al suelo. Cuando los altos mandos vieron el Fairchild YA-10A no estaban demasiado contentos. A pesar de su victoria en el programa A-X, el YA-10 tuvo que superar una competición adicional en 1974 contra el LTV A-7D Corsair II, el principal avión de ataque de la Fuerza Aérea en ese momento, a fin de demostrar lo innecesario de comprar un nuevo avión de ataque.

### Producción
Una vez superadas las pruebas, para las que se habían construido varios ejemplares de preproducción, el A-10 pasó a ser fabricado en serie. El primer A-10A de producción voló en octubre de 1975, y las entregas a la Fuerza Aérea comenzaron en marzo de 1976 a unidades de la Base de la Fuerza Aérea Davis-Monthan (Arizona). El primer escuadrón en usar los A-10 pasó a estar operativo en octubre de 1977. En total, contando 2 prototipos y 6 ejemplares de preproducción, se fabricaron un total de 715 aviones, el último entregado en 1984.

### Propuesta de una versión biplaza

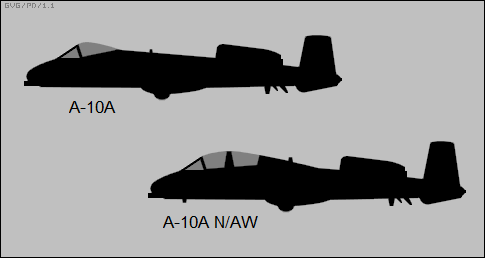
Comparación entre el A-10A y la versión biplaza Night Adverse Weather (N/AW).

El N/AW-10 es el único A-10 biplaza. La USAF consideró una versión biplaza de entrenamiento A-10B y en 1981 ordenó que 20 A-10 fueran reconvertidos a esta versión. Sin embargo, tras recibir los informes de las unidades que operaban el A-10, el proyecto fue descartado.
Una de los puntos débiles del A-10 era que solo podía realizar misiones de ataque diurno, careciendo de capacidad de ataque nocturno o con mal tiempo. Fairchild trabajó para mejorar esto y para interesar a la USAF en adquirir unidades adicionales del A-10. A finales de 1977 se estudió con la USAF una posible versión de ataque todo tiempo del A-10, denominada Night/All Weather (N/AW).  En 1979 se inició el trabajo de transformación de un A-10, que llevaría 13 meses, para obtener un prototipo.
De forma experimental y mediante la conversión del primer A-10A de preproducción, el 73-1664, que había sido usado para realizar pruebas de demostración y evaluación, Republic comenzó en marzo de 1979 la construcción del prototipo de la variante biplaza A-10 Night Adverse Weather (N/AW). El equipamiento electrónico era bastante sofisticado para su época, pero bastante más barato que el instalado en aviones contemporáneos como el F-111.
- La cabina fue modificada para que fuera central con dos asientos y cubierta de apertura lateral. El puesto del Oficial de Guerra Electrónica (WSO) estaba situado sobre el tambor de munición, por lo que se requirió uno más pequeño de solo 750 disparos. En el puesto del WSO se instalaron dos pantallas CRT para manejar la información del FLIR, radar y LLLTV. Asimismo se instalaron controles de vuelo duplicados para el caso que el piloto resultase herido o muerto.
- Se instalaron asientos eyectables ACES-II, diseñados para romper el cristal de la cubierta durante la eyección.
- Los estabilizadores verticales fueron alargados 50 cm para contrarrestar la interferencia aerodinámica de la nueva cabina.
- Detrás de la cabina se agregó un carenado que alojaba aviónica adicional. En el pilón central se instaló un contenedor con un FLIR AN/AAR-42 que operaba en conjunto con un designador láser Ferranti. En otro pilón debajo del ala se instaló un radar meteorológico Westinghouse WX-50, modificado para actuar como radar de navegación y de ataque. Una televisión de baja intensidad de luz (LLLTV) remplazó al contenedor Pave Penny debajo del morro. Un equipo INS Litton LN-39 para navegación se añadió al equipo del N/AW-10.
- El HUD del piloto fue modificado para hacerlo compatible con los nuevos equipos.

La idea era que el WSO se centrara en guiar al avión utilizando los nuevos equipos e indicando puntos de referencia al piloto. El piloto atacaría los blancos utilizando el FLIR y LLLTV. El piloto se encargaría de disparar el cañón y el WSO del lanzamiento de los misiles Maverick. Tras ser probado por el Centro de Prueba en Vuelo de la Fuerza Aérea entre finales de octubre y principios de diciembre de 1979, y a pesar de culminar con éxito la fase de pruebas en vuelo, esta variante no interesó a la Fuerza Aérea y fue cancelada. La modificación N/AW incluyó un segundo asiento para un oficial de sistemas de armas responsable de contramedidas electrónicas, navegación y adquisición de objetivos, pero portaba menos munición de 30 mm. El único ejemplar biplaza construido del A-10 se encuentra actualmente en la Base de la Fuerza Aérea Edwards a la espera de un lugar en el museo de la Flight Test Historical Foundation.
El N/AW-10 cumplía exactamente la misión para la cual fue diseñado. Fairchild propuso diferentes versiones mono y biplaza del A-10 con diferentes capacidades de ataque. Sin embargo, la USAF estaba desarrollando con Lockheed el pod LANTIRN (Low Altitude Navigation and Targeting Infrared for Night o Infrarrojo de navegación a baja cota y búsqueda de blancos en vuelo nocturno) que ofrecería las mismas capacidades que el N/AW-10, con la ventaja de que este sistema sería universal y adaptable a cualquier avión. El LANTIRN se esperaba que pudiera estar listo antes de 1985. Otro escollo era el económico, dado que el segundo tripulante suponía el gasto de entrenar a un oficial para estas tareas, y que en caso de misiones con buen tiempo las nuevas capacidades de la flota del N/AW-10 eran totalmente irrelevantes. La mayor economía de operar un A-10 monoplaza hicieron que el N/AW-10 no encontrara pedidos.

### Actualizaciones

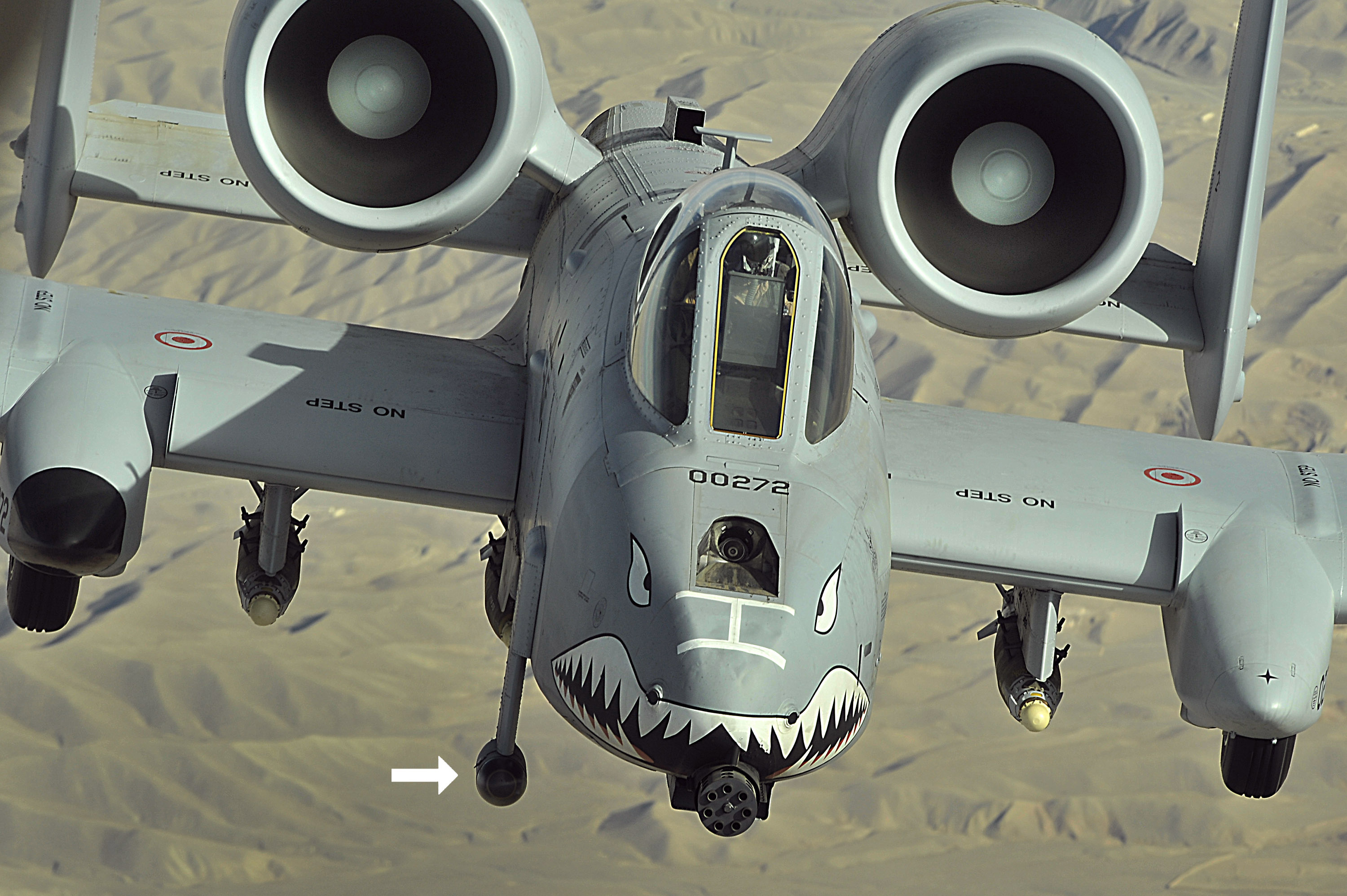
Un A-10 Thunderbolt II provisto de sensor láser Pave Penny (señalado con una flecha).

El A-10 ha recibido varias mejoras a lo largo de los años. A principios de 1978 se le incorporó un sensor láser Pave Penny. El Pave Penny es un buscador pasivo que detecta la radiación láser emitida por un designador láser sobre un objetivo para una identificación de los blancos más rápida y precisa. En 1980, el A-10 comenzó a recibir un sistema de navegación inercial. Después, la actualización Low-Altitude Safety and Targeting Enhancement (LASTE) proporcionó equipamiento computerizado para la puntería de armas, piloto automático, y un sistema de alerta contra colisión terrestre. Desde entonces, el A-10 es compatible con gafas de visión nocturna para operar con poca luz. En 1999, los aviones comenzaron a recibir sistemas de navegación GPS y una nueva pantalla multifunción. En 2005, el sistema LASTE comenzó a ser actualizado con computadores de control de tiro y vuelo integrados IFFCC (Integrated Flight & Fire Control Computers).
En 2005, la flota completa de A-10 comenzó a recibir una serie de actualizaciones bajo un programa denominado Precision Engagement (PE), que incluyen un sistema de control de tiro (FCS) mejorado, más contramedidas electrónicas (ECM), y la capacidad de portar bombas inteligentes. Estas mejoras dieron lugar a la nueva designación de modelo A-10C. El A-10 también será incluido en un programa de extensión de vida de servicio (SLEP; Service Life Extension Program) en el que recibirá alas nuevas. En junio de 2007 se le concedió a Boeing un contrato para construir 242 nuevos conjuntos de alas de A-10.
La Government Accounting Office (GAO) estimó en 2007 el coste de los planes de actualización, renovación, y extensión de vida de servicio para el conjunto de aviones A-10 en 2250 millones de dólares hasta 2013. Las modificaciones que le proporcionan capacidad para utilizar bombas de precisión están aún en marcha. El Centro de Logística Aérea Ogden del Mando de Material de la Fuerza Aérea, en la Base de la Fuera Aérea Hill (Utah), completó el trabajo de esta actualización en el 100.º A-10 en enero de 2008.

### Futuro
Actualmente, la flota de aviones se encuentra en proceso de modernización desde comienzos de 2005, cuando empezaron a ser actualizados al modelo C.
La Fuerza Aérea ha intentado por todos los medios retirar los A-10 para traspasar el dinero al programa F-35. Se calculaba que así 3500 millones de dólares podrían destinarse al F-35 Lightning II, y el argumento empleado era que el A-10 no podría sobrevivir en un conflicto moderno donde se enfrentara a misiles como los SA-18, SA-15 y SA-20. De hecho, es una incógnita si el A-10 sería efectivo si se enfrentara a las brigadas acorazadas chinas y rusas y su defensa aérea de misiles Tor-M2, Buk M2/M3 y sistemas Tunguska M1. Se supone que Estados Unidos ha investigado tácticas para hacer frente esta amenaza, pero cómo el A-10 encaja en ellas no está claro.
De nuevo, la USAF se ha encontrado una y otra vez con la oposición del Congreso al proponer la retirada del A-10, que ha forzado su supervivencia. En 2018 se realizaron unas pruebas comparativas entre el F-35 y el A-10 que fueron muy discutidas. También se alega para mantener el A-10 en servicio que este ofrece una velocidad y supervivencia muy superiores al helicóptero AH-64 Apache (un A-10 perdido en combate desde 2001 frente a 12 AH-64).
El Pentágono consideró su baja tras más de 40 años en servicio, pero debido a las presiones recibidas para reconsiderar esta decisión, se incorporarían mejoras a los 281 A-10C que aún siguen en servicio. Estas mejoras son un designador de blancos avanzado HObIT (Hybrid Optical-based Inertial Tracker) montado en el casco del piloto, integración de bombas GBU-39 Small Diameter Bomb (SDB) para minimizar daños colaterales, introducción de una nueva gran pantalla central multifunción, integración del sistema de comunicación Link-16 para enlace en tiempo real con otros aviones y, por último, un contenedor con un pequeño radar de apertura sintética. Está previsto que el A-10 se mantenga en servicio con la Fuerza Aérea de los Estados Unidos hasta 2028, y es posible que más tiempo, cuando podrán ser reemplazados por el Lockheed Martin F-35 Lightning II. La Agencia de Investigación de Proyectos Avanzados de Defensa (DARPA) estadounidense está estudiando la posibilidad de crear una versión no tripulada del A-10.
Los altos mandos de la USAF apuestan por la retirada del A-10, empleando todos los medios y argumentos. Las bajas de Su-25 rusos en Ucrania en 2022 ha sido el últimofaltan referencias. Sin embargo, algunos todavía defienden el programa de Iniciativa de la Flota Común A-10, que puede suponer tener al A-10 en activo hasta finales de la década de 2030. Para contrarrestar las defensas aéreas, el A-10 emplearía la bomba de pequeño diámetro GBU-39 (SDB). Una revisión de los sistemas permitiría a los A-10 armados con SDB formar equipo con vehículos aéreos no tripulados para la supresión de las defensas aéreas enemigas u otros objetivos de valor, yendo más allá de su misión actual.
Los avances en armas ponen en valor al A-10, ya que sigue siendo letal. El AGR-20A convierte en armas de precisión a los cohetes no guiados de 70 mm, lo que permite incluso que el A-10 lleve a cabo misiones de ataque contra lanchas rápidas o patrulleras como las que emplea Irán. Siendo realistas, los mandos solo permitirán que la versión actual A-10C reciba esas actualizaciones: sistemas actualizados, armamento inteligente, etc.

## Diseño

### Características generales
El A-10 es altamente maniobrable a velocidades y altitudes bajas gracias a sus extensas alas, de gran superficie y alargamiento y con grandes alerones. Estas también permiten despegues y aterrizajes cortos, pudiendo realizar operaciones desde aeródromos rudimentarios, cerca del frente militar. Puede estar en el aire merodeando durante largos periodos y operar a alturas por debajo de 300 metros con una visibilidad de 2,4 km. Normalmente vuela a velocidades relativamente lentas, de 560 km/h, lo que le permite actuar mejor en el papel de ataque a tierra que los rápidos cazabombarderos[cita requerida], los cuales suelen tener dificultades para atacar objetivos pequeños y en movimiento.
El Thunderbolt II puede ser mantenido y operado desde bases con instalaciones limitadas cerca de las zonas de batalla. Una característica inusual es que muchas de las partes de este avión son intercambiables entre los lados derecho e izquierdo, incluyendo los motores, el tren de aterrizaje principal y los estabilizadores verticales. El robusto tren de aterrizaje, las ruedas de baja presión, y las grandes alas rectas le permiten utilizar pistas cortas y en mal estado, incluso con una pesada carga de armamento, siendo capaz de operar desde bases aéreas dañadas. Si las pistas de despegue son destruidas en un ataque, el A-10 puede utilizar las calles de rodaje, o secciones de carretera rectas como pueden ser las autobahn alemanas. También está diseñado para ser repostado, rearmado y reparado con un equipo mínimo.

### Estructura

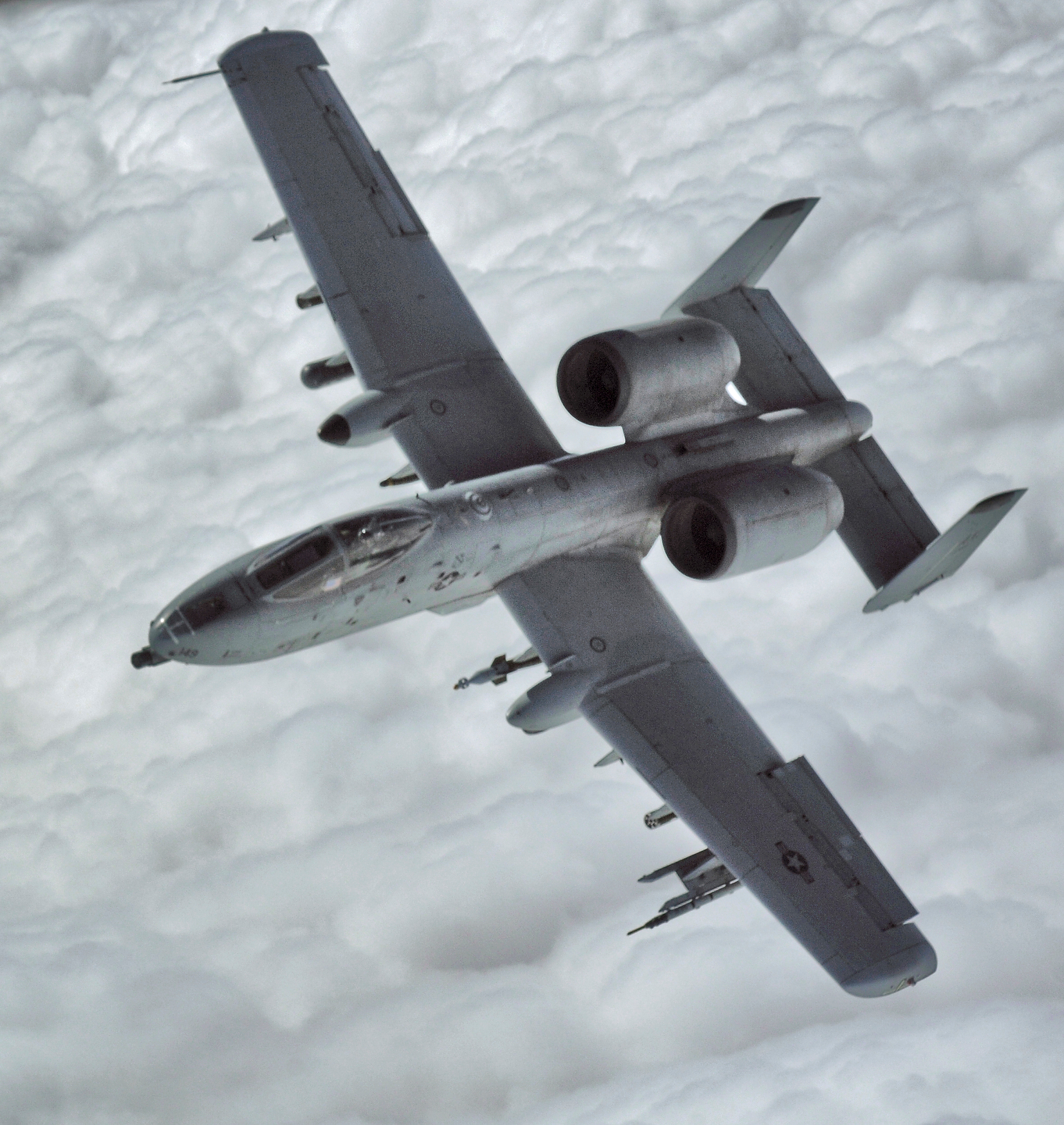
Un A-10 con los alerones accionados para realizar el movimiento de alabeo.

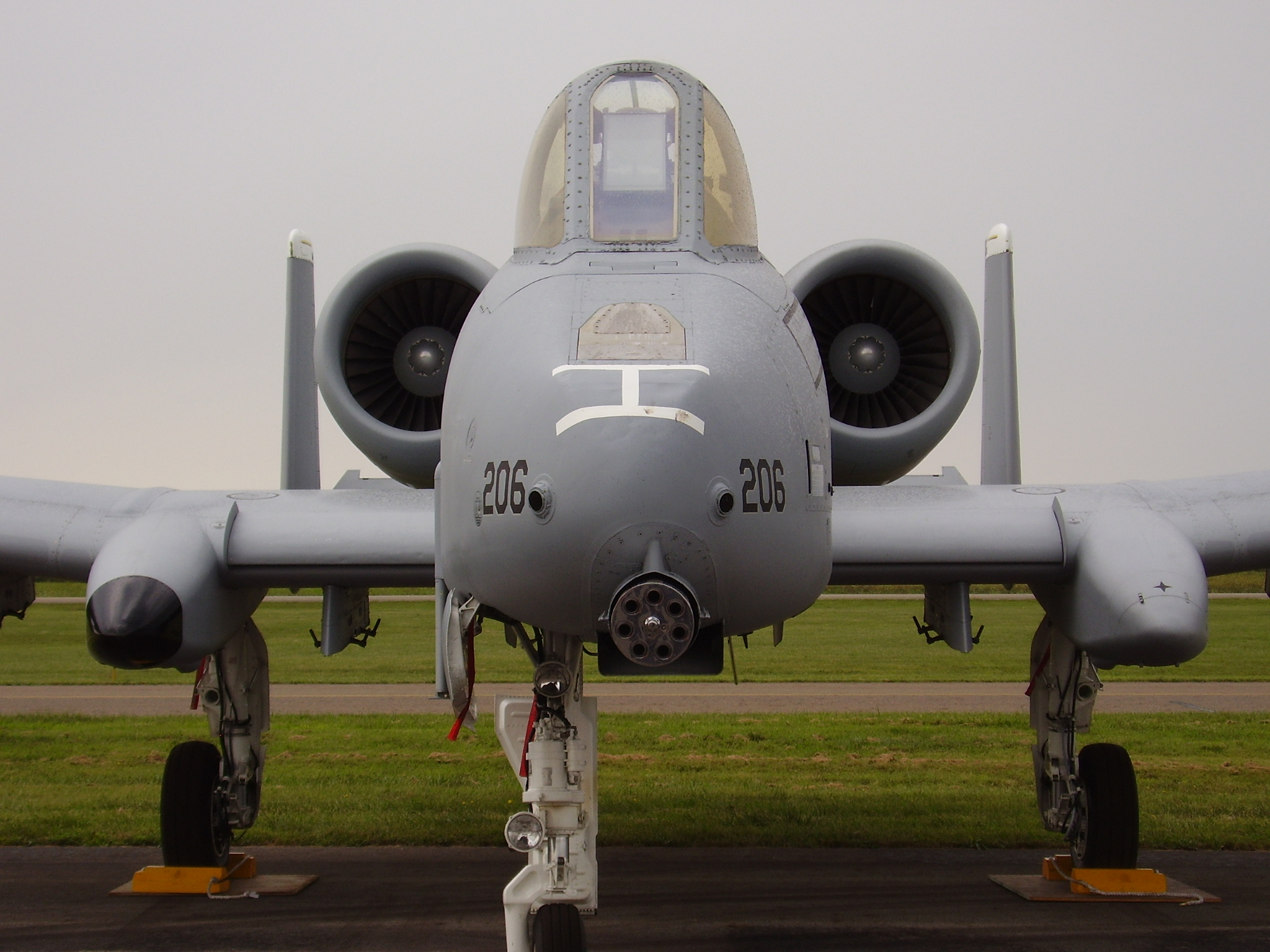
Vista frontal de un A-10 en la que se ve la boca del cañón y el tren de aterrizaje desplazado.

La mayor parte de las superficies estabilizadoras del avión están formadas por paneles con estructura de panal. La razón es que proporcionan resistencia con un compromiso de peso mínimo, además con esta forma son menos propensas a deformarse en cualquier dirección, incluso si parte del panel ha sido dañado. El A-10 incluye este tipo de paneles en el borde de ataque del ala, la envoltura de los flaps, los elevadores, timones y otras secciones de las derivas.
El A-10 tiene paneles de revestimiento fabricados integralmente. Debido a que los largueros están integrados con el revestimiento no tiene problemas de unión o sellado. Estos paneles, fabricados mediante el uso de máquinas controladas por ordenador, reducen el tiempo y por tanto el coste de producción. La experiencia en combate ha demostrado que este tipo de panel es más resistente a los daños. El revestimiento no debe soportar carga, por consiguiente las secciones de revestimiento dañadas pueden ser fácilmente reemplazadas en el campo de operaciones, con materiales improvisados si es necesario.
Los alerones se encuentran en la parte más alejada de las alas para obtener un mayor movimiento de alabeo, como en la mayoría de los aviones, pero en este caso con dos características distintivas. La primera, los alerones son más grandes de lo convencional, casi el 50 % de la cuerda del ala, proporcionando un mejor control incluso a velocidades bajas. Además, los alerones están divididos en dos partes, que pueden ser accionados por separado a modo de aerofrenos.
Debido a la proximidad entre el tren de aterrizaje frontal y el cañón, el tren de aterrizaje delantero del A-10 está desplazado hacia la parte derecha del avión y el cañón ligeramente hacia la izquierda. Durante el rodaje por la pista, el tren de aterrizaje frontal desplazado provoca que el aparato tenga un radio de giro desigual: girar hacia la derecha en el suelo le lleva menos distancia que girar a la izquierda debido a que la distancia que existe entre la rueda interior y la rueda de dirección es también menor.

### Durabilidad

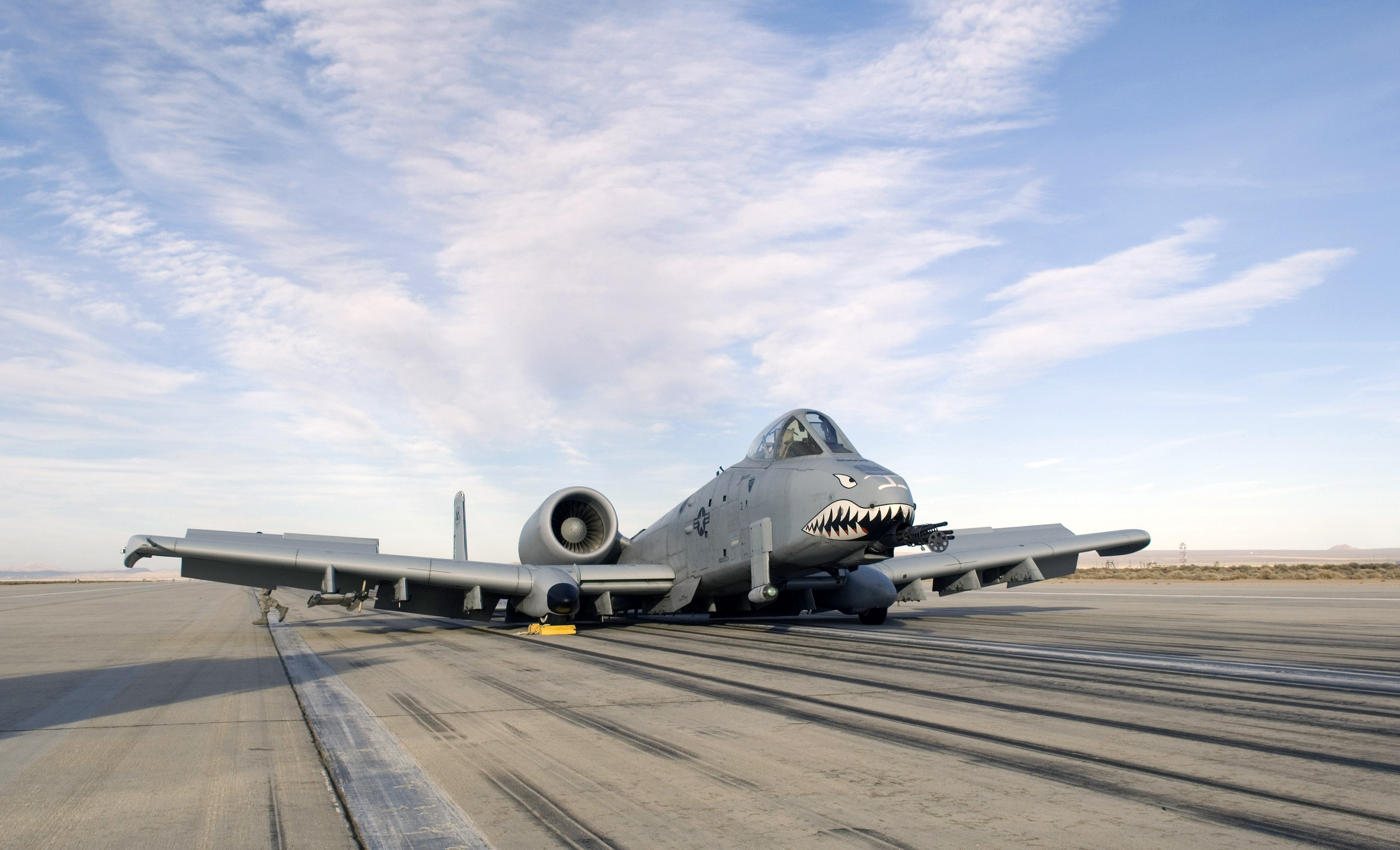
Un Thunderbolt II después de realizar un aterrizaje de emergencia en la Edwards AFB en marzo de 2008, aún con los aerofrenos accionados.

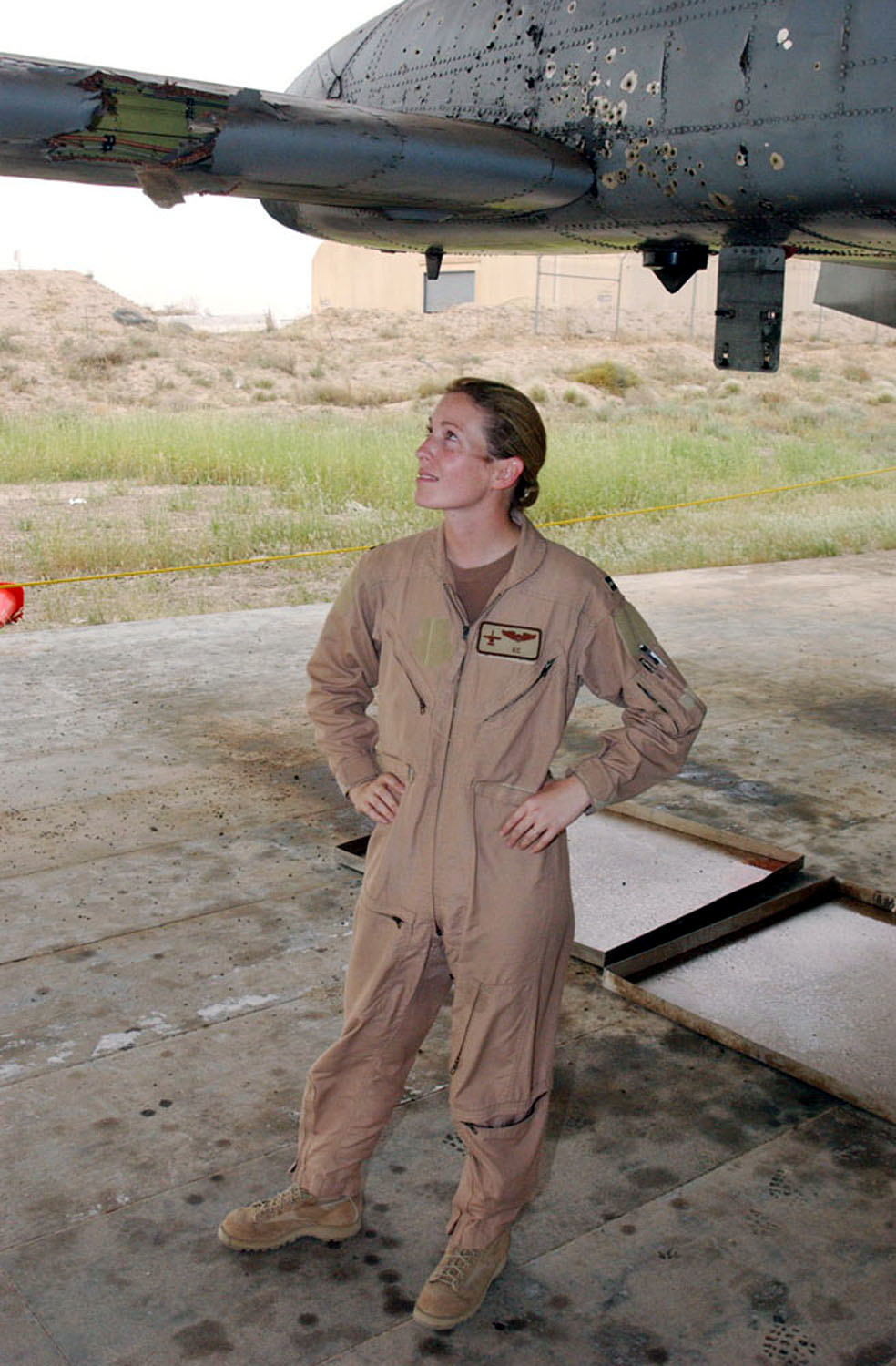
La piloto de la USAF Kim Campbell observa su A-10 dañado en una misión sobre Bagdad en 2003.

El A-10 Thunderbolt II es un avión excepcionalmente resistente[cita requerida]. Su fuerte estructura puede sobrevivir a impactos directos de proyectiles de hasta 23 mm, tanto de tipo perforante como de alto explosivo. Tiene triple redundancia en sus sistemas de control de vuelo, con sistemas mecánicos para respaldar unos sistemas hidráulicos de doble redundancia. Esto permite al piloto seguir volando y aterrizar aun cuando pierde la potencia hidráulica o incluso parte de un ala. Para pilotar sin potencia hidráulica se usa el sistema de control de vuelo de reversión manual; este realiza de forma automática el control de cabeceo y guiñada, y deja al piloto el control (cambio a reversión manual) del alabeo. En el modo de reversión manual, la aeronave es lo suficientemente controlable bajo condiciones favorables como para regresar a base y aterrizar, aunque las fuerzas de control son mucho mayores de lo normal. Está diseñado para poder volar con un solo motor, un estabilizador vertical, un elevador y sin la mitad de un ala.
El tren de aterrizaje principal de este modelo de Fairchild-Republic está diseñado de manera que las ruedas sobresalgan parcialmente de sus barquillas cuando se encuentran retraídas, para hacer que los aterrizajes con tren plegado (aterrizaje de panza, requerido en caso de fallo del tren de aterrizaje) sean más controlables y menos dañinos para la parte inferior del aparato. Adicionalmente, las ruedas del tren de aterrizaje son plegadas siempre hacia la parte delantera del avión, de manera que si se pierde la potencia hidráulica el piloto puede simplemente soltar el mecanismo y una combinación de gravedad y resistencia al viento abrirá y bloqueará el tren en su sitio.
La cabina y las partes del sistema de control de vuelo están protegidas con un blindaje de 540 kg de titanio, denominado ‘bañera’. Ese blindaje está hecho con planchas de un grosor que varía desde los 25,4 a los 38,1 mm (1-1,5 pulgadas), determinado por un estudio de posibles trayectorias y ángulos de deflexión, y ha sido probado para resistir los disparos de cañón de 23 mm y algunos impactos de proyectiles de 57 mm. Sin embargo, esta protección tiene un coste, el peso de la propia armadura supone casi un 6% del peso total del avión en vacío. Para proteger al piloto de la posible fragmentación producida por el impacto de un proyectil, toda la superficie interior de la bañera que esté expuesta directamente al piloto es cubierta por una protección de múltiples capas de nailon. El parabrisas frontal y el resto de la cúpula de la cubierta de la carlinga está realizada mediante compuestos acrílicos a prueba de balas, que pueden resistir el fuego de armas ligeras.
Un ejemplo de la durabilidad del A-10 se produjo cuando la entonces capitán de la USAF Kim Campbell, realizando una misión de apoyo a tierra sobre Bagdad durante la Invasión de Irak de 2003, sufrió fuertes daños en su A-10 por fuego antiaéreo, el 7 de abril. Los proyectiles enemigos dañaron uno de los motores e inutilizaron el sistema hidráulico, forzando el uso del sistema mecánico de reserva para accionar los controles de vuelo y estabilizar el avión. A pesar de eso, Campbell consiguió seguir pilotándolo con el modo de reversión manual durante una hora y aterrizarlo con seguridad en la base aérea.

### Propulsión

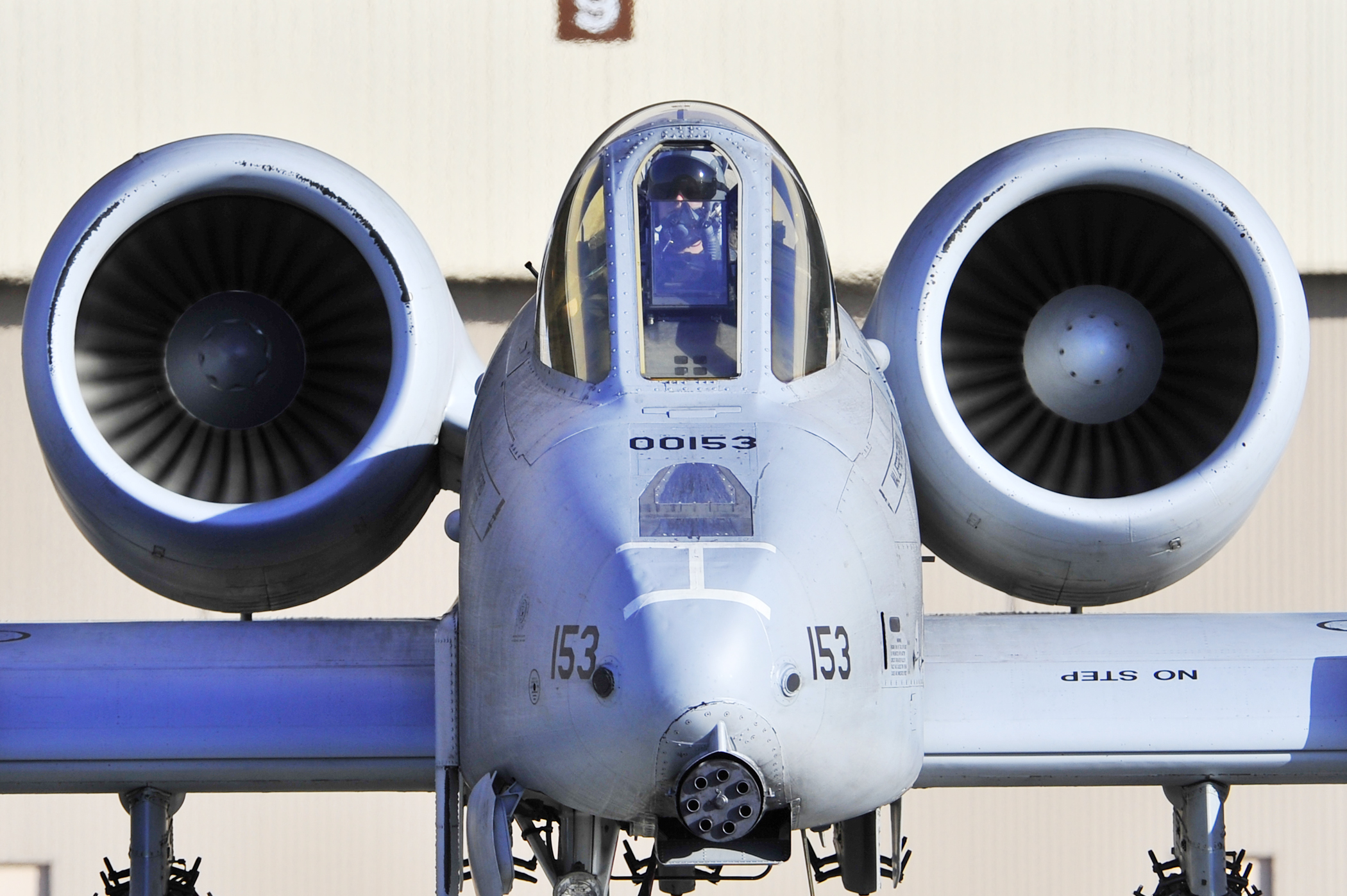
Un A-10 durante los ejercicios Red Flag 2009 en Alaska.

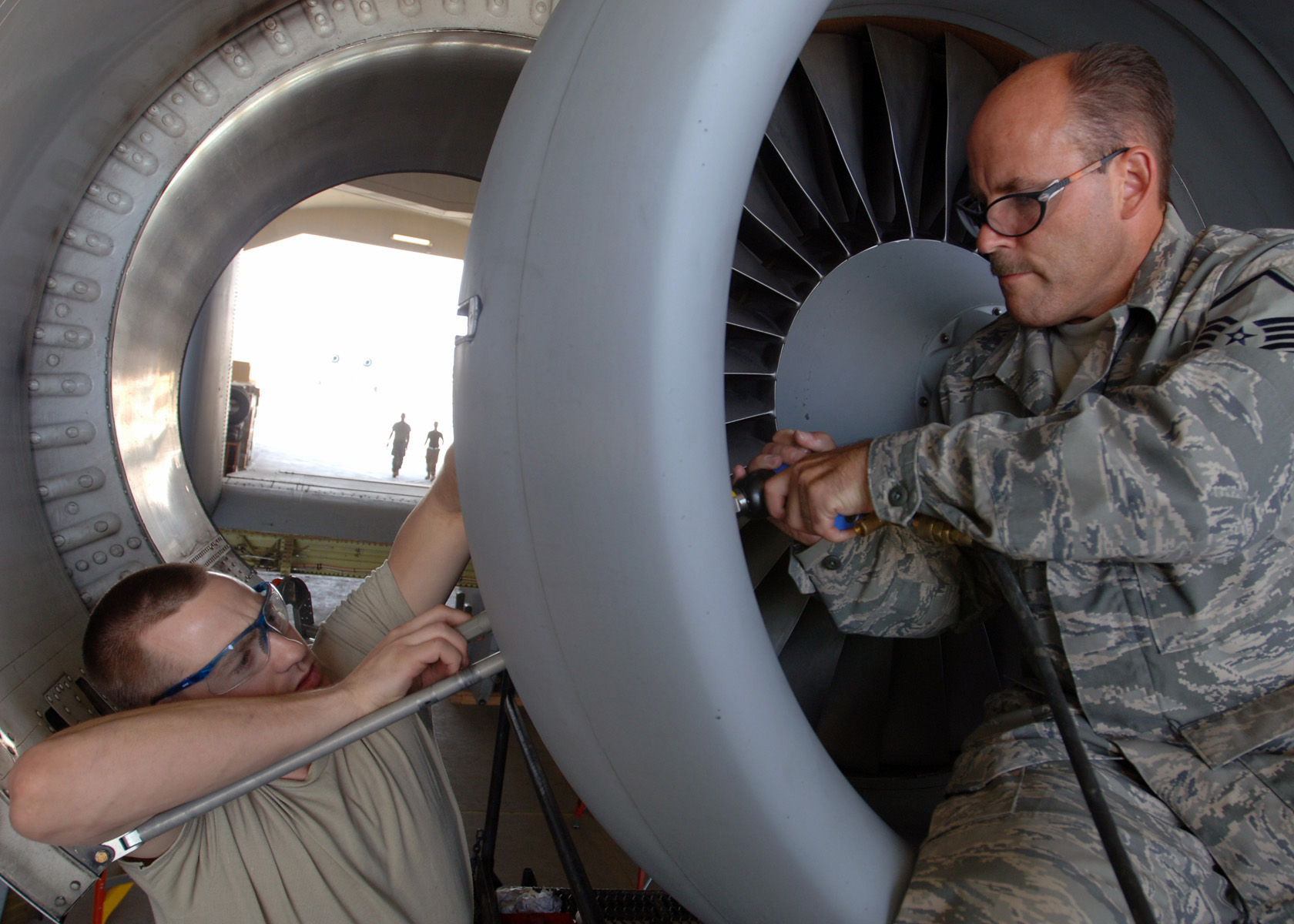
Reparación estructural de la toma de aire de un motor en un A-10C Thunderbolt II. Base Aérea Al Asad, Irak, 2007.

Una característica del A-10 es la inusual posición de su par de motores turbofán General Electric TF34-GE-100 de 40,32 kN (9065 lbf) de empuje cada uno. Existen varios motivos para su ubicación:
- En primer lugar, debido a que el avión está pensado para operar desde bases cercanas a la línea del frente, a menudo con pistas de baja calidad, se presenta un alto riesgo de daño por objetos extraños en los motores. La altura de los motores reduce la posibilidad de que entre arena o piedras en la admisión.
- Permite que los motores puedan permanecer en funcionamiento sin peligro para el personal de tierra mientras realiza el rearme y pequeñas tareas de mantenimiento entre misiones, reduciendo el tiempo de espera.
- También facilita las operaciones de mantenimiento y rearme al tener las alas más cerca del suelo de lo que sería posible si los motores fueran montados en las mismas.
- La salida de gases de los propulsores pasa por encima del estabilizador horizontal y entre ambas colas disminuyendo la firma infrarroja del avión, que ya es baja debido a la relación de derivación 6:1 de los motores, reduciendo así la probabilidad de que el A-10 pueda ser alcanzado por misiles guiados por infrarrojos (búsqueda de calor).[66]
- La posición de los motores detrás de las alas los protege parcialmente del fuego antiaéreo.[66]

Debido a su posición elevada, los motores están girados un ángulo de 9 grados con respecto a la línea horizontal del avión para conducir la línea de empuje combinado hacia el centro aerodinámico del avión. Esto evita realizar las compensaciones para contrarrestar el momento de cabeceo de picado necesarias si los motores estuvieran en paralelo con el fuselaje. Los pesados motores requieren unos soportes fuertes, así que cada uno está conectado al fuselaje por cuatro pernos.
Los cuatro depósitos de combustible de los que dispone el A-10 están situados próximos al centro del avión, reduciendo la probabilidad de que reciban un impacto o se separen de los motores. Estos depósitos disponen de varios métodos de protección:
- Los depósitos están separados del fuselaje, por lo que los proyectiles necesitan penetrar el recubrimiento antes de alcanzar el depósito.
- El sistema de repostaje es purgado después de su utilización para que no quede combustible sin proteger en ningún lugar del avión.[67]
- Todas las tuberías son autosellantes en caso de rotura.
- La mayoría de los componentes del sistema de combustible están dentro de los depósitos, de modo que si se produce una fuga en uno de esos componentes no causaría pérdida de combustible.
- Si un depósito resulta dañado, las válvulas de retención aseguran que el combustible no fluya al depósito estropeado.
- Y lo más importante, la aplicación de espuma de poliuretano reticulada, tanto en el lado interior como en el exterior de los depósitos de combustible, contiene los pedazos y restringe el derrame de combustible en caso de daños.

La otra posible fuente de inflamación, los motores, están protegidos del sistema de combustible y del resto de la estructura por cortafuegos y equipamiento de extinción de incendios. Incluso en el caso de que todos los depósitos sean dañados y se pierda todo su contenido, queda suficiente combustible en dos depósitos sumidero autosellantes como para permitir al avión seguir volando hasta 370 kilómetros más.

### Sistemas de armas

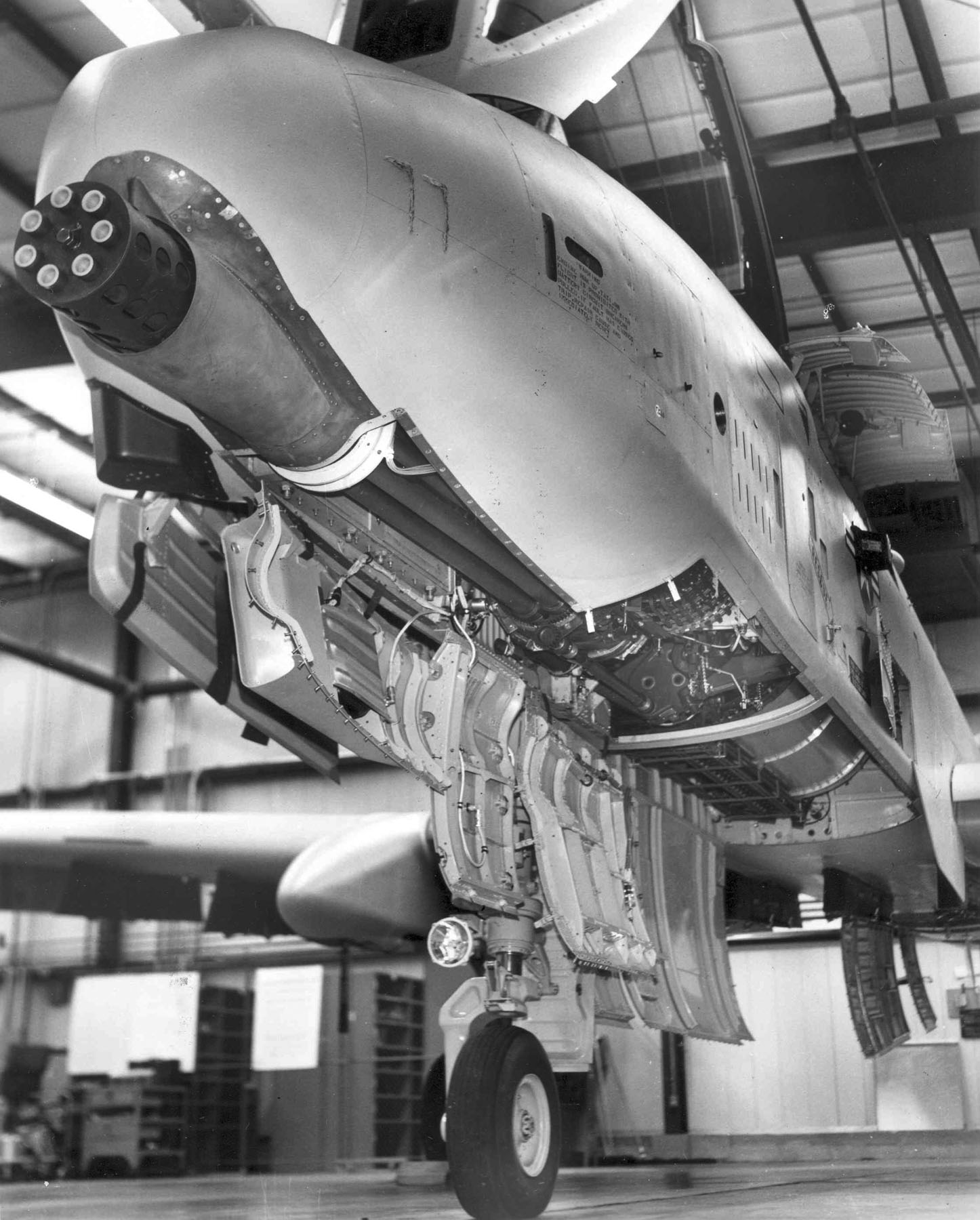
Instalación del GAU-8 en el A-10.

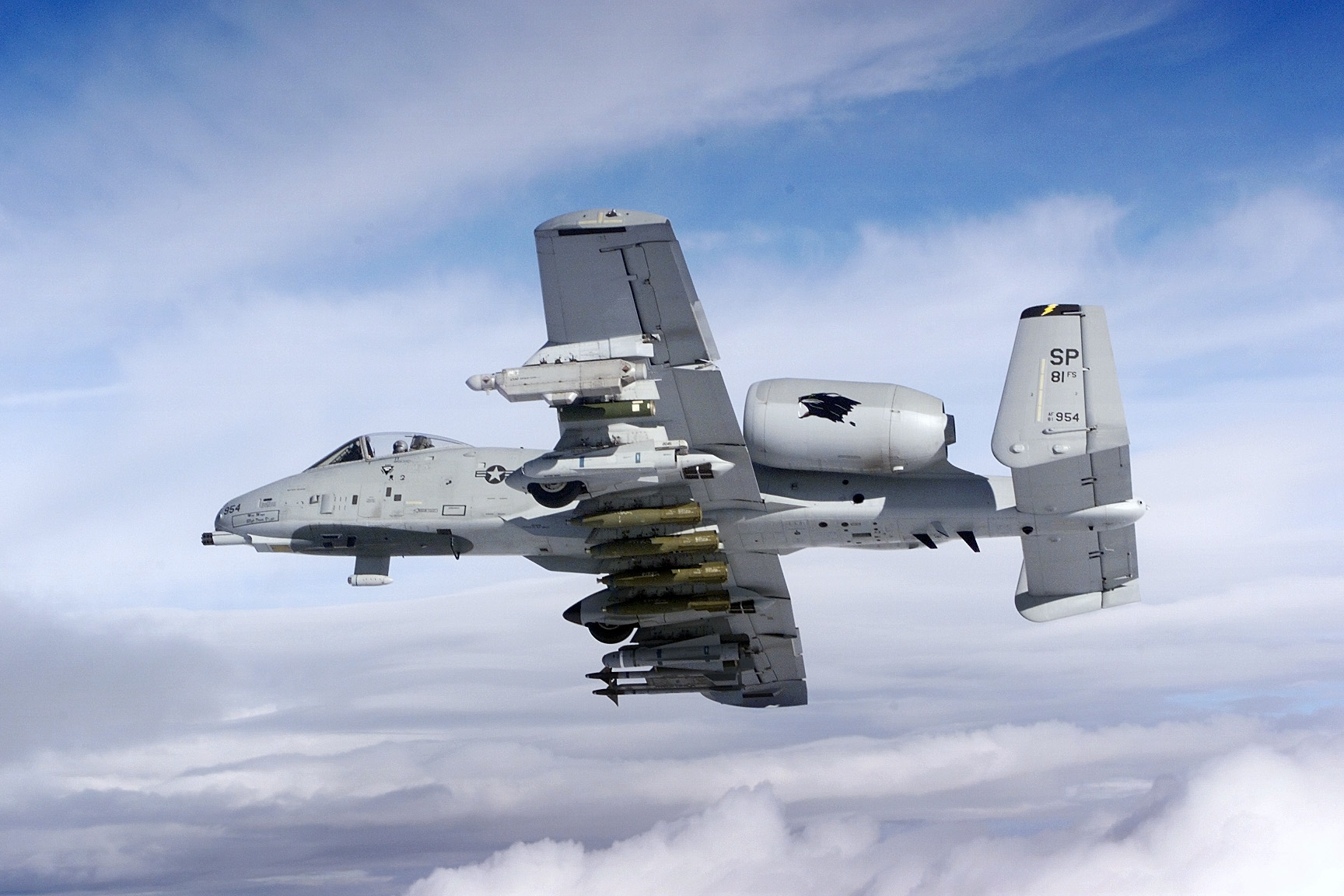
Un A-10 con contenedor ECM, contenedor LAU-10 (4 cohetes Zuni), 2 misiles AGM-65 Maverick, 4 bombas no guiadas, y 2 misiles AIM-9 Sidewinder.

Aunque el A-10 puede portar un gran carga lanzable externa, su arma principal integrada es el cañón rotativo GAU-8/A Avenger, con siete tubos de calibre 30 mm. Esta arma, uno de los cañones automáticos más potentes de los que se hayan montado en una aeronave, puede disparar grandes proyectiles de tipo alto explosivo o perforante de blindaje de uranio empobrecido. En el diseño original, el piloto podía cambiar entre dos cadencias de disparo: 2100 o 4200 disparos por minuto; pero esto se cambió a una cadencia de tiro fija de 3900 disparos por minuto. El cañón tarda en torno a medio segundo en alcanzar la velocidad máxima, realizando 50 disparos durante el primer segundo y entre 65 y 70 a partir de entonces. Además, se trata de un arma precisa, capaz de situar el 80 % de sus disparos dentro de un círculo de 12,4 metros desde una distancia de 1220 metros (4000 pies) mientras está en vuelo. El GAU-8 está optimizado para funcionar con la inclinación creada desde 1220 m con el A-10 en un picado de 30 grados.
El fuselaje del avión está construido en torno al cañón. Por ejemplo, el tren delantero está desplazado a la derecha del avión para hacerle sitio al cañón rotativo; este está desplazado unos centímetros al lado contrario, de manera que la boca del cañón por la que salen los proyectiles, que es la que se encuentra a las 9 en punto visto desde la parte frontal del mismo, queda perfectamente alineada dentro del eje longitudinal del avión (ver imagen). La munición del cañón se almacena en un tambor de 1,82 metros de largo que tiene capacidad para un máximo de 1350 proyectiles de 30 mm, pero que generalmente sólo se carga con 1174. El daño causado por la detonación de la munición del tambor en caso de ser alcanzada por un proyectil explosivo enemigo sería catastrófico, por lo que se ha dedicado una gran cantidad de esfuerzo en proteger el tambor, instalándole múltiples placas de blindaje de distintos grosores entre el mismo y el revestimiento del avión para que si algún proyectil enemigo alcanza esa zona, este detone antes de alcanzar el tambor. Adicionalmente cuenta con una capa final de blindaje alrededor del propio tambor para protegerlo de daños de fragmentación. La munición del cañón es cargada con un carro de municionamiento GFU-7/E hecho específicamente para el A-10 y el GAU-8.
En cuanto al armamento externo, el A-10 usa habitualmente el misil aire-superficie AGM-65 Maverick, con diferentes variaciones para guiado electro-óptico (por TV) o por infrarrojos. El Maverick permite atacar objetivos a mucha más distancia que el cañón, por lo que es más seguro en presencia de sistemas antiaéreos modernos. Durante la guerra del Golfo, ante la ausencia de cámaras infrarrojas de barrido frontal (FLIR) en el propio avión, se utilizaron las cámaras de infrarrojos del misil Maverick para las misiones nocturnas. Otro armamento del que dispone son las bombas de racimo y contenedores de cohetes como el Hydra 70. Aunque el A-10 está preparado para lanzar bombas guiadas por láser, su uso es relativamente raro; a las bajas altitudes y velocidades que suele operar el A-10, las bombas no guiadas estándar ofrecen una precisión adecuada a un coste mucho menor. Los Thunderbolt II también suelen llevar un contenedor de contramedidas electrónicas (ECM) ALQ-131 bajo una de las alas y un par de misiles aire-aire AIM-9 Sidewinder bajo la otra para defensa propia.

### Modernización

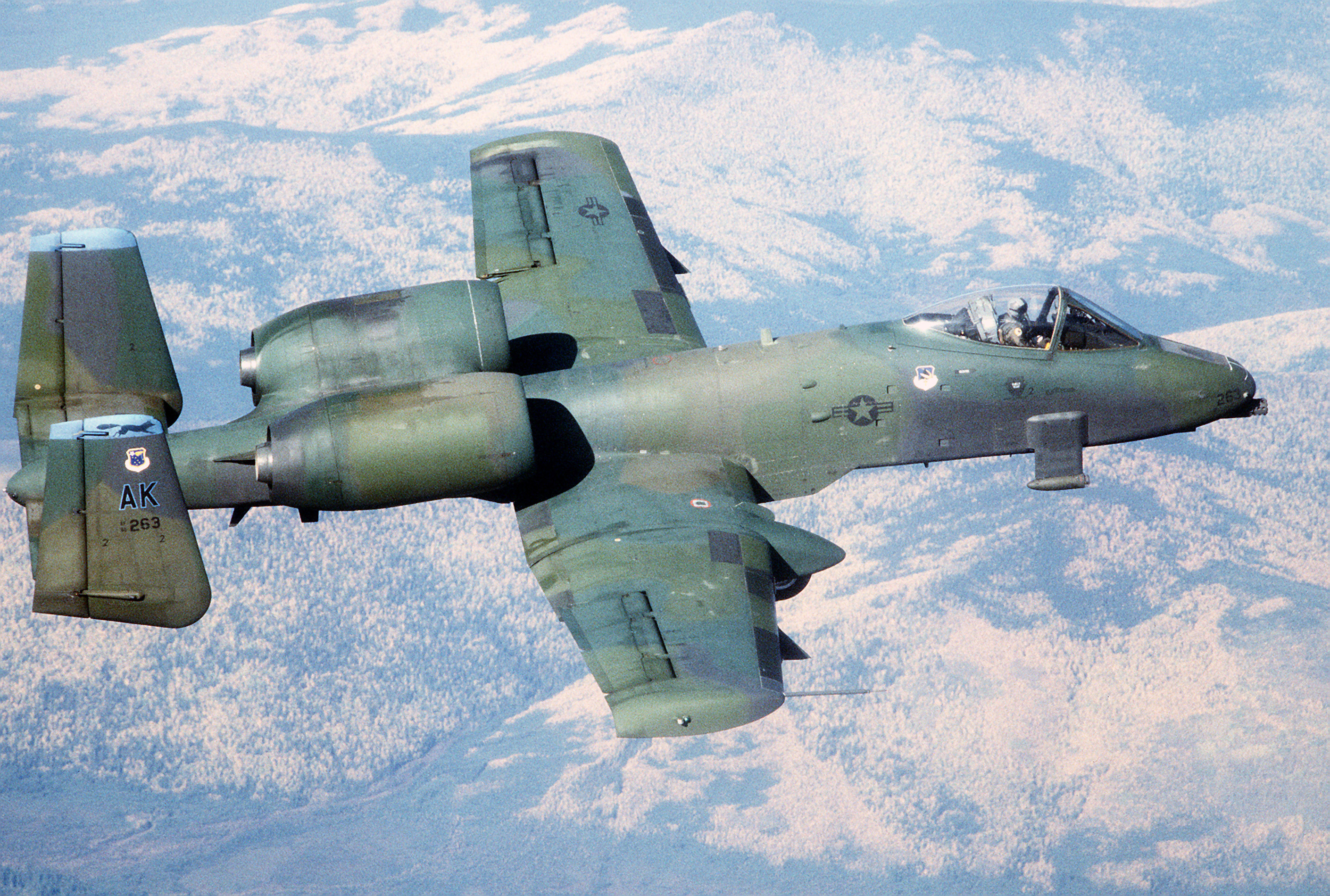
A-10 Thunderbolt II con camuflaje tipo bosque europeo, 1988.

Con el programa de modificación llamado Precision Engagement se actualizaron 356 aviones A-10/OA-10 a la versión A-10C, introduciendo una serie de mejoras en los aviones existentes: un nuevo ordenador de vuelo, nuevos controles y pantallas de tipo cabina de cristal, con dos nuevas pantallas a color de 140 mm (5,5 pulgadas) con la función de mapa en movimiento, y un sistema de gestión de almacenamiento digital integrado.
Otras mejoras financiadas para la flota de A-10 incluyen un nuevo enlace de datos (data link), capacidad para emplear bombas inteligentes con tecnología de guiado de bombas convencionales Joint Direct Attack Munition (JDAM) y de guiado de bombas de racimo Wind Corrected Munitions Dispenser, y la posibilidad de portar un contenedor de designación de objetivos integrado como el Northrop Grumman LITENING o el Lockheed Martin Sniper Advanced Targeting Pod. También se incluye el ROVER (Remotely Operated Video Enhanced Receiver), un receptor de vídeo operado remotamente que proporciona datos de los sensores a personal de tierra.
Boeing lleva más de 10 años trabajando en el mantenimiento del A-10 y en 2019 obtuvo un contrato para la fabricación de alas mejoradas. Boeing será responsable de administrar la producción de un máximo de 112 juegos adicionales de alas mejoradas y kits de repuesto del A-10. Las nuevas alas ofrecen una vida útil de hasta 10 000 horas de vuelo. El programa A-10 Enhanced Wing Assembly Replacement comenzó en 2011 y reemplazó ya las alas de 173 de los 282 A-10 en servicio. A 162 A-10 se le reemplazaron las alas en la base de Ogden, mientras que a los otros 11 se le reemplazaron en la Base Aérea de Osan en Corea del Sur.

### Colores y camuflaje

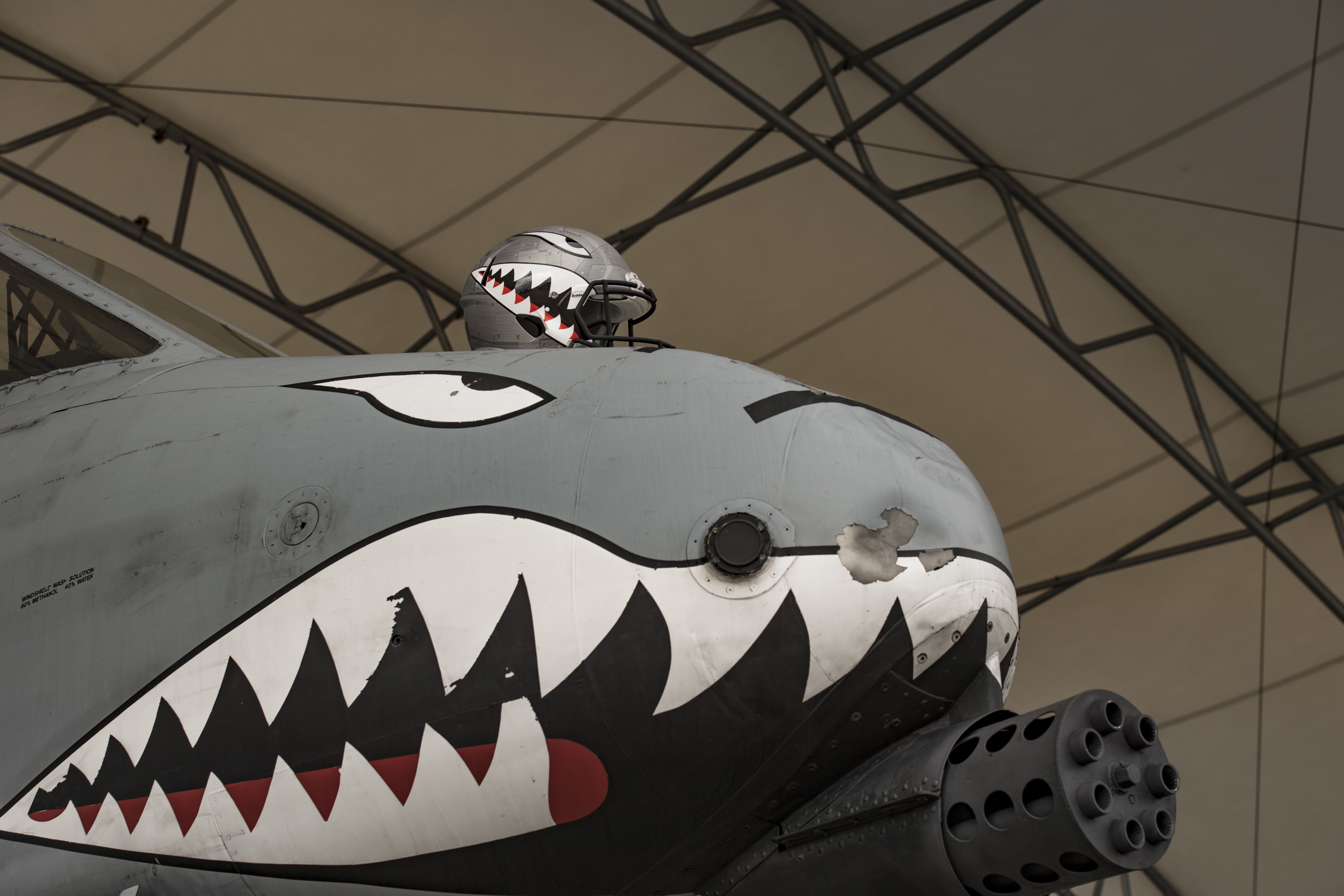
Pintura de guerra de un A-10 Warthog de los Flying Tigers.

Como que el A-10 vuela bajo y a velocidades subsónicas, es importante intentar ocultarlo a la vista mediante camuflaje. Se probaron muchos tipos de combinaciones de pintura distintos. Los dos diseños de colores más comunes aplicados a este avión han sido el esquema de camuflaje bosque europeo y un esquema de dos tonos de grises. El camuflaje bosque europeo fue pensado para minimizar la visibilidad del avión desde arriba, pues se consideró que los cazas hostiles suponían mayor amenaza que el fuego desde tierra. Este esquema mezclaba verde oscuro, verde medio y gris oscuro con el fin de mimetizarse en el típico terreno boscoso europeo, y fue usado desde los años 80 hasta mediados de los 90. Después de finalizar la Guerra Fría, y basándose en la experiencia obtenida durante la guerra del Golfo de 1991, la amenaza aire-aire ya no fue considerada tan importante como el fuego desde tierra, y se escogió un nuevo esquema de color, conocido como Compass Ghost, para minimizar la visibilidad desde abajo. Este esquema de dos tonos de grises es más oscuro en la parte superior del avión y más claro en la parte inferior, y comenzó a ser aplicado desde principios de los años 90.
El A-10, además, es uno de los pocos aviones de combate modernos que conservan la tradición de pintar en el morro las fauces abiertas y amenazantes de animales tales como serpientes, tiburones o jabalíes, tal y como se personalizaban los aviones de combate durante la Segunda Guerra Mundial. Precisamente, el emblemático diseño de dientes de tiburón es exclusivo para un escuadrón, el 23.º de la USAF, apodado "Flying Tigers" quienes heredaron este motivo de los P-40B Warhawk del FAVG.

### A-10 versus Su-25

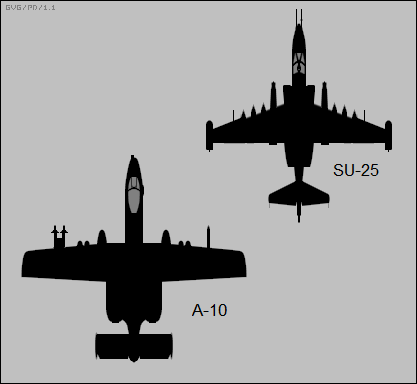
Silueta del A-10A Thunderbolt comparada con la del Su-25.

Ambos aviones fueron diseñados durante la Guerra Fría con la misma misión en mente. Los dos han demostrado en combate real ser muy buenos en misiones de apoyo aéreo cercano, ser fiables, ser capaces de encajar daños en combate y ser fáciles de reparar y baratos de mantener. 
Ambos pueden operar desde bases poco preparadas y cercanas a la línea del frente, ambos pueden cargar mucho armamento, ambos pueden permanecer bastante tiempo sobre la zona de combate y ambos son capaces de volar a velocidades bajas. Hay que recordar que de hecho el Su-25 se parece al diseño del Northrop YA-9, el competidor del A-10 en el contrato de la USAF. Así que ante los mismos requerimientos, la antigua URSS optó por la solución Su-25/YA-9, mientras que Estados Unidos optó por el A-10.
- El Su-25 es más rápido que el A-10 (950 km/h frente a 707 km/h) y tiene mucha mejor aceleración, según datos rusos, y es más maniobrable. Quedaría por ver si esto en combate real es algo cierto, y además si es decisivo.
- El radio de alcance del A-10 es mayor al del Su-25.
- Ambos están armados con cañones de 30 mm. El cañón GAU-8 Avenger de 30 mm equipa al A-10, que fue diseñado para llevarlo. El cañón GSh30-2 del Su-25 es empleado por otras aeronaves.
- El Su-25 pesa la mitad que el A-10.
- Los motores del A-10 son más potentes y con menor firma infrarroja, pero se cree que son algo más vulnerables a impactos. La razón es que, tras la experiencia en Afganistán, se reforzó el blindaje del Su-25 y entre los motores se encuentra una placa blindada de titanio. En el diseño del A-10, la solución fue separar los motores situándolos en las derivas. Adicionalmente, los motores rusos son menos sensibles a los combustibles que puedan emplearse.
- Los sistemas del A-10 son más avanzados. Prueba de ello es que Rusia ha tenido que desarrollar el Su-25SM y Su-39.[84]
- La capacidad de carga del A-10 es mayor que la del Su-25.
- El A-10 se ha enfrentado en combate real a defensas aéreas más modernas y difíciles (Kosovo, Bosnia, Kuwait). También ha participado en guerras no convencionales (Irak, Siria, Afganistán).[85]
- El Su-25 ha participado en numerosas guerras de baja intensidad en Chechenia, Abjasia, Macedonia, Costa de Marfil, Etiopía, Irak y Angola. La guerra de Ucrania fue su primera guerra convencional.[86]

Antes del Su-25, los cazabombarderos Su-17, Su-22 y MiG-23BN se encargaban del ataque al suelo. Eran aviones monomotores, sin blindaje y cuyo medio de protección era la velocidad. En Afganistán se vio que esos cazabombarderos eran muy vulnerables al fuego enemigo cuando realizaban misiones de combate a baja altitud. Unos años antes, las mismas lecciones aprendidas en Vietnam llevaron a que los americanos se hicieran con el A-10.

### Sustitutos potenciales
Ya antes de ser fabricado, el prototipo del A-10 tuvo que realizar una comparativa con el A-7D, forzada por el Congreso. Entre el 15 de abril y 9 de mayo de 1974 se realizaron las comparativas en la base aérea de McConnell. Los aviones realizaron misiones contra blancos simulados situados en Fort Riley, elegido por sus similitudes con Europa Central. Los aviones volaron en la configuración pesada (12 bombas Mk.82), media (6 Mk.82) y limpia. Cada avión realizó más de 150 ataques a los objetivos simulados, empleando tanto bombas como cañón. Aunque los pilotos prefirieron el A-7D, los resultados demostraron lo que la USAF ya sabía, que el A-10 era más efectivo. La presión política continuó y obligó a realizar una comparativa con el Piper Enforcer.
Varias veces la USAF ha tratado de reemplazar al A-10 por aviones más propensos a sus gustos. Objetivamente, hay que señalar que las defensas antiaéreas a las que se hubiera enfrentado el A-10 preocupaban a la USAF, que creía que un avión más rápido y ágil tendría más probabilidades de sobrevivir. Subjetivamente hay que señalar que a la USAF nunca le gustó tener que comprar un avión feo, subsónico y dedicado al poco glamuroso apoyo cercano. En 1985 se abrió un concurso para un avión de ataque rápido, porque el A-10 se consideraba demasiado lento. El ganador fue el YA-7F, diseño adaptado del A-7 Corsair II con motor Pratt & Whitney F100-PW-220. De haberse producido, el A-7F el avión hubiera sido capaz de llevar una gran carga de bombas, a alta velocidad, operando todo tiempo, a gran distancia y a un precio reducido. Parte del proyecto era equipar el avión con el cañón GAU-13, versión reducida del GAU-8, montado en un contenedor. La idea se abandonó en favor del F-16, equipado con sistema LANTIRN.
En la década de 1980 se desarrolló el F/A-16, una versión de apoyo aéreo cercano del F-16. Estaba armado con un cañón de 30 mm en contenedor ventral y alas reforzadas. Se decidió que 24 aviones F-16A/B Block 10 del 174th TFW fueran pintados en el esquema de camuflaje del A-10 y modificados a configuración F/A-16. En 1988 se armó un F-16 con el cañón de cuatro tubos de 30 mm para probar el concepto. La vibración al disparar dificultó apuntar y maniobrar el avión, por lo que los ensayos se suspendieron. El F/A-16 chocó además con el Congreso, que ordenó a la USAF en 1990 conservar el A-10. El proyecto se suspendió ya que no ofrecía ninguna ventaja sobre el A-10, a excepción de su velocidad y de gozar del apoyo de los altos mandos. Los 24 F/A-16 fueron enviados a Arabia Saudita en la guerra del Golfo en un último intento de revivir la idea, pero su actuación estuvo a años luz de la de los A-10. El contenedor con cañón ofreció de nuevo pobres resultados y los pilotos pidieron que se retirara de sus aviones. El proyecto se llamó F/A-16, pero fue abandonado en 1992 a favor de equipar el F-16C/D Block 40/42 con el sistema LANTIRN de navegación a baja altitud y visión infrarroja nocturna. El éxito del F-16 como avión de ataque en Estados Unidos e Israel se unieron a su bajo coste para hacer que la USAF lo tomara como plataforma de referencia en misiones de ataque al suelo. En 1991, se ordenó que 183 A-10 fueran almacenados en Davis Monthan. Actualmente los aviones de los que se habla que pueden reemplazar al A-10 en alguna de sus misiones son el AT-6 Wolverine y el Embraer EMB 314 Super Tucano.

### Doctrina de utilización del A-10

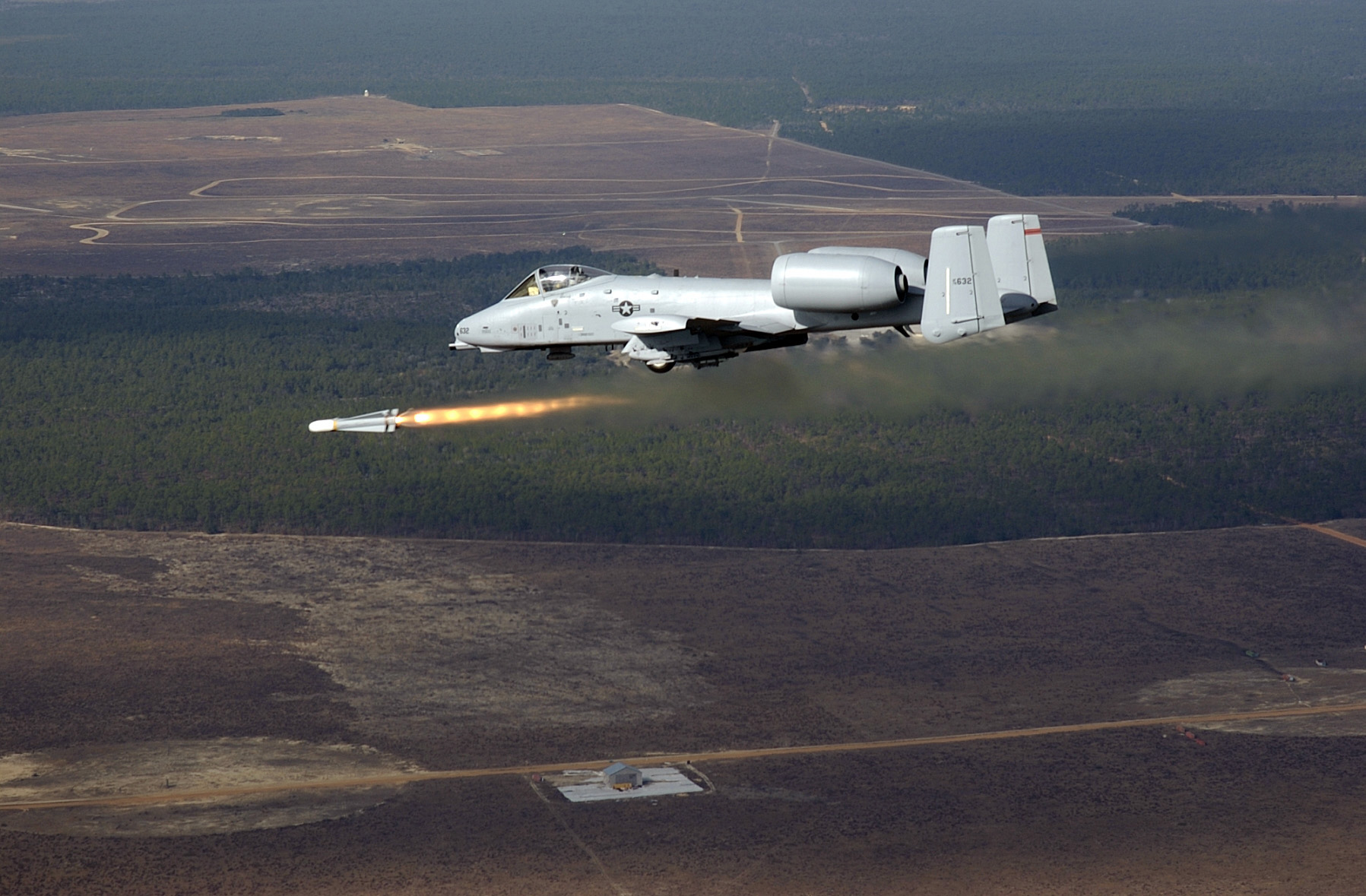
Un A-10 Thunderbolt II disparando un misil AGM-65 Maverick, junto al cañón de 30 mm su arma principal.

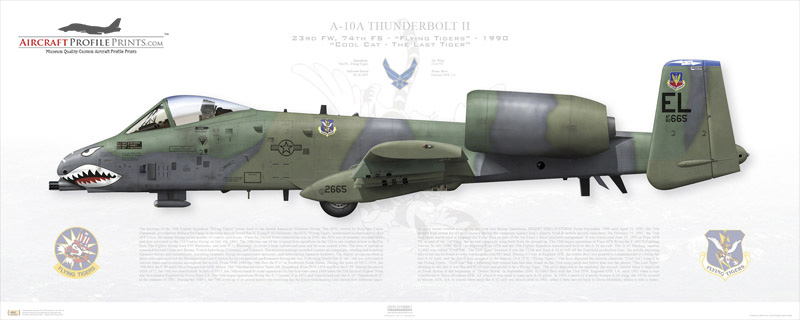
Un A-10A Thunderbolt del 23rd FW, 74th FS Flying Tigers, con el esquema de camuflaje empleado en la Guerra Fría.

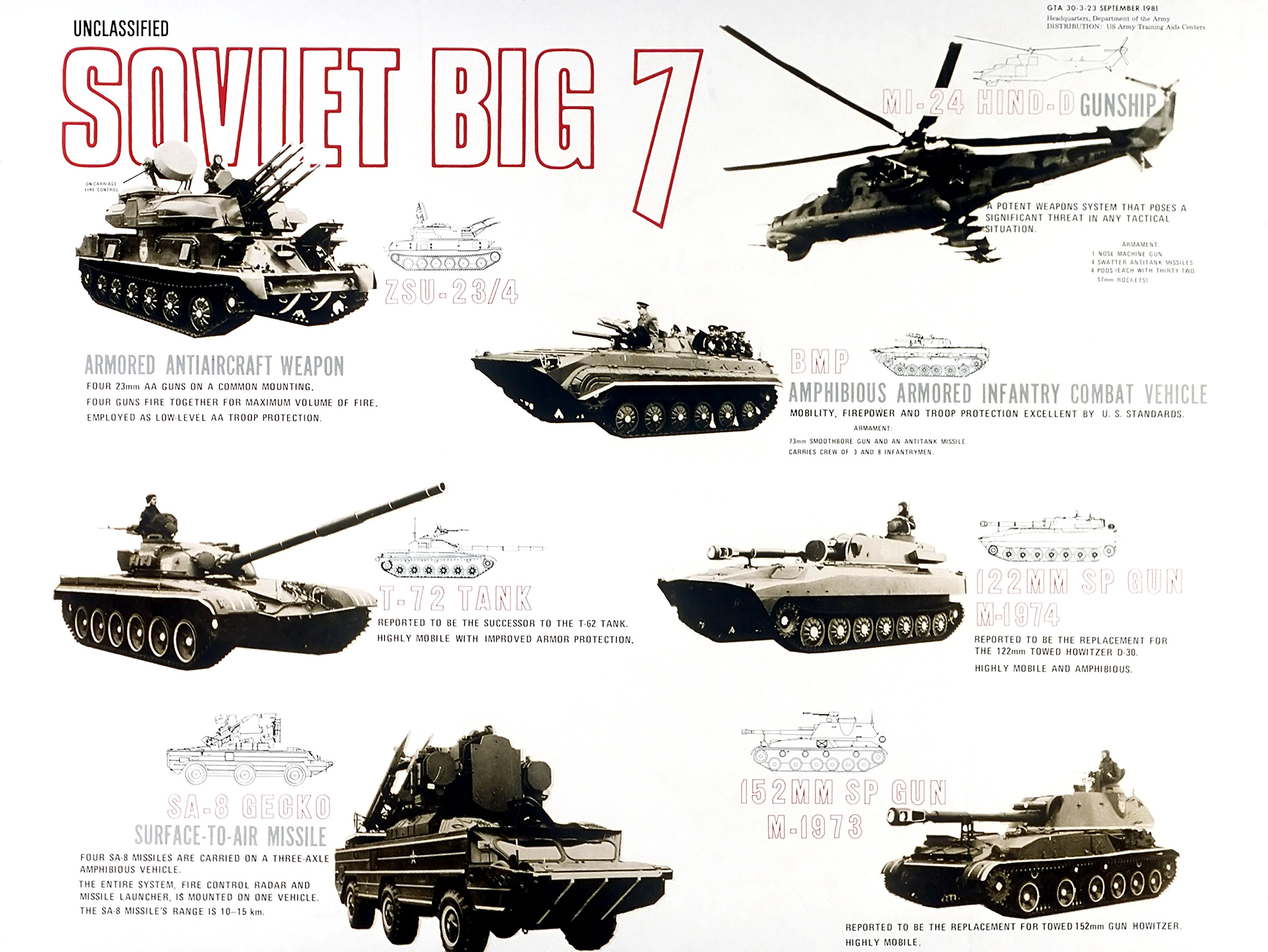
Las 7 armas más amenazadoras del arsenal soviético, según Estados Unidos.

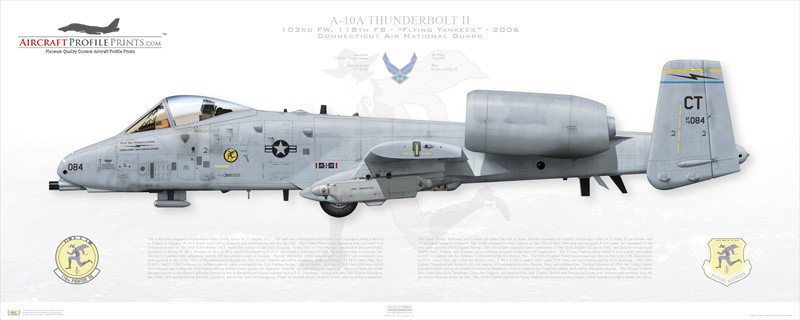
Un A-10A Thunderbolt II del 103rd FW 118th FS Flying Yankees.

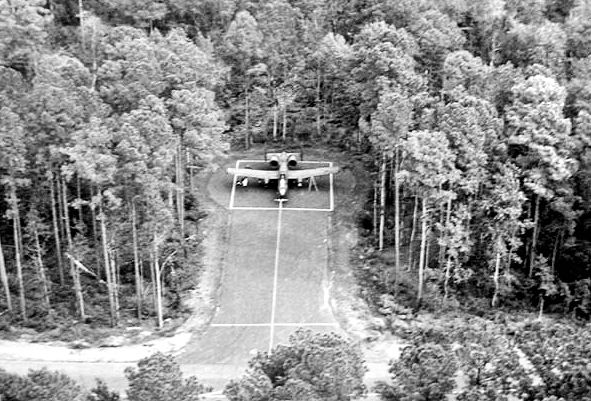
Un A-10A operando en condiciones de dispersión. Año 1985.

El A-10 Thunderbolt II es un avión de combate muy especial, está diseñado para una única misión, que es el apoyo cercano a tropas en tierra. Hasta entonces, el Ejército estadounidense había pensado en el empleo de armas nucleares tácticas y la amenaza de transformar en guerra atómica la guerra como la manera de parar un ataque del Pacto de Varsovia. Pero este enfoque era muy arriesgado y los aliados europeos no estaban de acuerdo, así que Estados Unidos buscó en la superioridad tecnológica en armamento la manera de compensar la superioridad numérica soviética. El A-10 se diseñó para que la OTAN pudiera hacer frente a la superioridad numérica de las divisiones acorazadas soviéticas en Europa. Los miles de tanques T-64, T-72/90, T-80/84 se esperaba que atacaran con el masivo apoyo de artillería y de la aviación táctica. Frente a ellos los tanques M-60, M1 Abrams, Leopard 1/2, Challenger, AMX-30 y Leclerc no serían suficientes para frenar el avance del Pacto de Varsovia. Hacían falta por tanto armas que ayudaran a paliar esta inferioridad numérica de la OTAN. La situación mejoró algo para la OTAN en los años 80 con la aparición de helicópteros antitanque y miles de misiles antitanque.
Tras la profesionalización de su ejército, Estados Unidos se enfrentó a una situación en Europa en la que carecía de superioridad material y numérica para vencer. Así nació la doctrina de la Air Land Battle. Uno de los problemas que el A-10 arrastró dentro de la USAF es que su creación respondía a la nueva doctrina llamada Air Land Battle, que enfatizaba la necesidad que el ejército de tierra tiene del apoyo aéreo. El que la fuerza aérea fuera subordinada al ejército de tierra chocó con la USAF, que consideraba el apoyo a tierra como algo secundario y la forma menos eficiente de emplear su poder aéreo. Tras la experiencia en Vietnam, el generalato de la USAF no se opuso radicalmente a dar apoyo al ejército de tierra, pero aun así prefería otros aviones antes que el A-10.
Lo que se esperaba del A-10 era que fuera capaz de destruir muchos tanques, sobrevivir y mantenerse sobrevolando el campo de batalla durante horas para apoyar a las tropas de tierra en los momentos clave. La tarea no era fácil, ya que las divisiones acorazadas soviéticas contaban con una defensa antiaérea integrada. Los A-10 harían frente a los cañones antiaéreos autopropulsados ZSU-23-4 Shilka y lanzaderas móviles de misiles SA-8 Gecko (9K33 Osa), ambos reemplazados a finales de la década de 1980 por los mucho más letales 9K22 Tunguska. También era de esperar la presencia de lanzaderas móviles de misiles SA-6 Gainful (2K12 Kub) de alcance medio y misiles de corto alcance SA-9 Gaskin (9K311/9M311 Strela). La USAF estimaba que una división motorizada soviética contaba con 522 ametralladoras de 14,5 mm, 38 cañones de 23 mm y 18 sistemas guiados por radar ZSU-23-4. Cada división soviética tenía un regimiento de defensa antiaérea y cerca del final de la Guerra Fría existían dos tipos de regimientos antiaéreos, uno de sistemas de alcance medio para divisiones blindadas y otro de menor alcance para divisiones de infantería. Cada regimiento contaba con 5 baterías, compuesta por 4 lanzaderas y una pelotón de misiles MANPAD. Sistemas mejorados como el SA-15 (9K330 Tor) y SA-11 (9K37 Buk) fueron introducidos en los años ochenta, a su vez el cañón de 23 mm fue reemplazado por uno de 30 mm en el 9K22 Tunguska.
El A-10 debía por tanto tener la capacidad de encajar daños para volver a la base y ser reparado. Dada la experiencia israelí en 1973, en caso de una guerra en Europa es muy probable que los A-10 hubieran volado misiones SEAD junto a los F-4G Wild Weasel, para suprimir las defensas aéreas antes de pasar a un ataque sobre las fuerzas blindadas del pacto de Varsovia. Los EF-111A Raven y equipos Wild Weasel deberían darles protección en las misiones de ataque, eliminando baterías de misiles SAM, o al menos haciendo que dejaran de ser efectivos. Debido a la naturaleza de su misión se espera que las perdidas fueran altas. El Pentágono calculaba para los A-10 un 7% de pérdidas cada 100 misiones, en caso de guerra en Europa. Dado que cada piloto se esperaba que realizara cuatro misiones diarias un ala de A-10 realizaría 288 misiones diarias, perdiendo unos 15 A-10 solo el primer día. Los alrededor de 700 A-10 de la USAF no durarían más de dos semanas a ese ritmo de desgaste.
El A-10 Thunderbolt II fue diseñado alrededor de su cañón GAU-8 Avenger de 30 mm con munición perforante y un cargador que en combate llevaría 1174 balas. Dado que volaría a 30 metros de altura y cerca del objetivo, el cañón sería el único arma en que podría confiar para atacar, perforando el blindaje superior de los tanques soviéticos. El cañón asegura un 80% de impactos en el objetivo si se dispara a 1250 metros, con un radio de dispersión de 6 metros. Los proyectiles se disparan a una velocidad de 1010 m/s con un alcance máximo efectivo de 3660 metros. Evidentemente, la efectividad en combate real dependería de la parte del tanque alcanzada, ya que el blindaje frontal y lateral son más gruesos. Los pilotos están entrenados para disparar con precisión ráfagas de uno o dos segundos para así ahorrar munición. Se sabía que el cañón era efectivo contra tanques T-55 y T-62, pero su efectividad contra los T-72 y T-80 era una incógnita. Lo que no había ninguna duda era su efectividad contra artillería, vehículos de artillería autopropulsada, vehículos de combate de infantería y vehículos de defensa aérea.
Además del cañón, el A-10 podía llevar hasta 8 misiles AGM-65 Maverick, bombas y cohetes de varios tipos, dos misiles AIM-9 Sidewinder para autodefensa y contenedores de contramedidas electrónicas o de puntería. En caso de guerra en Europa, el misil Maverick habría sido, junto al cañón, el arma principal contra los tanques enemigos. Las mejoras introducidas poco antes de la guerra del Golfo añadieron precisión en el disparo de cañón GAU-8, dando precisión incluso a distancias de 4575 metros.
Los misiles AIM-9 Sidewinder se debían a que se esperaba que se encontrara sobre el campo de batalla con aviones MiG-23 y MiG-27 de apoyo táctico, así como con cazas soviéticos MiG-23 y MiG-21. Por ello el camuflaje buscaba confundirlo con el suelo, haciéndolo menos visible a los cazas. Se hicieron varias pruebas de diseños de camuflaje hasta dar con el definitivo. También se esperaba que llevara equipos AN/ALQ-119 o AN/ALQ-131 de interferencia electrónica y lanza señuelos AN/ALE-40 en situaciones de combate. Se esperaba que volara lo más cerca del suelo como fuera posible, empleando los accidentes de terreno como protección, y solo se expusiera en el momento del ataque, empleando al máximo su agilidad y medidas de autoprotección al lanzar el ataque. Por mantener esa agilidad, hubiera sido muy raro que el A-10 hubiera empleado su carga útil total en combate.
La USAF empezó a investigar con el Ejército cuales eran las tácticas más eficientes de apoyo aéreo. Se descubrió que lo mejor era operar en equipos con los helicópteros AH-1S Cobra y AH-64 Apache del Ejército. Nació así la doctrina Joint Air Attack Team (JAAT). Los helicópteros podían señalar los blancos al A-10, ocultarse tras árboles y edificios y eliminar la defensa antiaérea para que el A-10 a continuación eliminara los tanques y blindados. Los Controladores Aéreos en el suelo podían dirigir los ataques, seleccionar los blancos y coordinarlos, haciendo que la exposición de los A-10 y AH-64 fuera la mínima necesaria.
Aunque el A-10 fue diseñado como avión de ataque diurno para volar sin problemas debajo de las nubes, pronto se descubrió en Europa que el tiempo lluvioso o ligeramente nublado no era problema. Los pilotos pronto aprendieron a suplir la ausencia de cámaras infrarrojas de barrido frontal (FLIR) con las cámaras de infrarrojos del misil Maverick para así poder realizar misiones nocturnas. Los pilotos entrenaban frecuentemente sobre Alemania. También se trabajó en entrenar despliegues para operar desde autopistas, pequeños aeropuertos y áreas de dispersión en bases aéreas, para así evitar los ataques aéreos soviéticos y operar cerca del frente. En caso de que la guerra hubiera sido inminente, unos 60 aviones A-10 se hubieran desplegado en cada uno de los seis Forward operating site (FOS) en Alemania. Los principales FOS eran bases aéreas inoperativas: Ahlhorn, Noervenich, Sembach y Leipheim. También se contaba con operar desde tramos de las autopistas alemanas.

### El A-10 y la exportación a otros países
A diferencia de otros aviones de Estados Unidos, el A-10 no fue vendido a ningún otro país. Ni el coste ni su especialización lo justifican, ya que su competidor ruso, el Su-25, sí que fue exportado a muchos países teniendo la misma misión y un precio parecido. El problema en venderlo parece ser más debido a presupuestos ajustados en los aliados europeos, que no se podían permitirse un avión tan especializado, prefiriendo la compra de aviones multifunción. Este fue el caso de muchos países europeos, metidos de lleno en la década de 1980 en la incorporación de los F-16 Fighting Falcon o Panavia Tornado.
Solo dos países aliados de Estados Unidos se enfrentaban a la amenaza de ser atacados por miles de tanques y tenían el presupuesto suficiente, Israel y Alemania. Pero en su doctrina, la mejor arma contra un tanque era otro tanque, y estaban volcados en la incorporación de sus nuevos tanques Merkava y Leopard 2. Además, también al final sus fuerzas aéreas prefirieron tener aviones polivalentes. En el caso de Israel, el A-4 Skyhawk realizó las misiones de apoyo aéreo cercano de manera efectiva y sus cañones de 30 mm demostraron ser efectivos en combate contra tanques y blindados enemigos. La Luftwaffe buscaba por aquellos años un avión que reemplazara sus Fiat G.91R/3 en el rol de ataque al suelo, pero el avión elegido fue el Dornier Alpha jet.
Fairchild promocionó activamente el A-10 entre los países aliados. Un A-10 se estrelló en Le Bourguet durante un vuelo de exhibición en una feria de armamento. Uno de los puntos débiles del A-10 era ser un avión de ataque diurno, carente de capacidad de ataque nocturno o con mal tiempo. Fairchild era consciente de ello, ya que limitaba el atractivo del avión para los clientes extranjeros, y fue uno de los alicientes para desarrollar la versión biplaza de ataque.
A todo ello se unía la experiencia de la guerra de Yom Kipur, que dejó claro los avances tecnológicos en misiles. Las defensas aéreas habían aumentado en eficacia, con la incorporación de misiles y cañones dirigidos por radar. Por tanto, los aviones lo iban a tener mucho más difícil a la hora de atacar a las formaciones de blindados enemigos. Por otro lado, el avance en misiles antitanque ofrecía un arma barata, efectiva y que se podía emplear en grandes cantidades. Muchos países apostaron por el misil antitanque, empleándolo desde vehículos terrestres o helicópteros, por lo cual un avión tan especializado como el A-10 no tenía sentido ni lugar en el presupuesto. Muchos países prefirieron apostar por el helicóptero antitanque.
Ocasionalmente, algunos países se interesaron por el A-10, pero no fructificó en ninguna venta. Este fue el caso de Marruecos por ejemplo, metido en una guerra en el Sahara. Con el programa Excess Defense Articles (EDA), Taiwán, India o Corea del Sur en algún momento estudiaron la posibilidad de adquirir aviones A-10 excedentes. Boeing incluso se planteó vender los A-10, en caso de que hubieran sido retirados de la USAF. Actualmente esto sería imposible, ya que la USAF ha bloqueado la venta del A-10.
Solo un país estuvo cerca de volar el A-10. A principios de siglo, Colombia estaba atravesando una larga guerra civil contra guerrilleros, a la que se unía la lucha contra los cárteles de la droga. La Fuerza Aérea Colombiana empleaba intensivamente sus aviones A-37 Dragonfly, OV-10 Bronco, IAI Kfir y AC-47T Fantasma, así como sus helicópteros artillados. En 1993, Estados Unidos había rechazado la solicitud colombiana de comprar aviones AC-130. El apoyo aéreo era muy importante en las operaciones móviles del ejército en las junglas de Colombia. En 2001, el Departamento de Estado de Estados Unidos solicitó sin éxito 11 aviones A-10 para su programa contra narcóticos en Latinoamérica, incluyendo a Colombia, para escoltar a los aviones que lanzaban herbicidas sobre cultivos ilegales de droga. En 2003, Estados Unidos ofreció a la Fuerza Aérea Colombiana alquilar entre 12 y 18 aviones A-10 por un periodo de entre tres y cinco años. Para ello se hubieran reactivado algunos de los aviones almacenados en la base de Davis-Monthan. Aunque los políticos de EE. UU. dieron el visto bueno la operación fracasó por los obstáculos burocráticos y objeciones de la USAF, ya que temía que interfiriera con los trabajos de actualización de sus A-10. En su lugar Colombia compró acciones Embraer Super Tucano.
Otro país que estuvo cerca de operar el A-10 fue Turquía. En 1993, Estados Unidos estaba reduciendo sus arsenales y Turquía negoció la compra de 50 aviones A-10 excedentes. El A-10 era interesante para Turquía en aquel momento, ya que hubiera modernizado sus aviones de ataque y aumentado su capacidad, tanto en la lucha contra la guerrilla kurda del PKK como con respecto a sus vecinos. El precio y las reticencias de Estados Unidos a exportar munición de uranio empobrecido hicieron que Turquía perdiera interés y las negociaciones no fructificaran.

### Componentes
Leyenda:  Canadá -  Estados Unidos -  Finlandia -  Noruega

#### Electrónica
| Sistema                    | País                      | Fabricante        | Notas                            |
| -------------------------- | ------------------------- | ----------------- | -------------------------------- |
| Sistema de escape (opción) | Bandera de Estados Unidos | Collins Aerospace | Asiento eyectable modelo ACES II |
| Sistema de escape (opción) | Bandera de Estados Unidos | Collins Aerospace | Asiento eyectable modelo ACES 5  |

#### Armamento

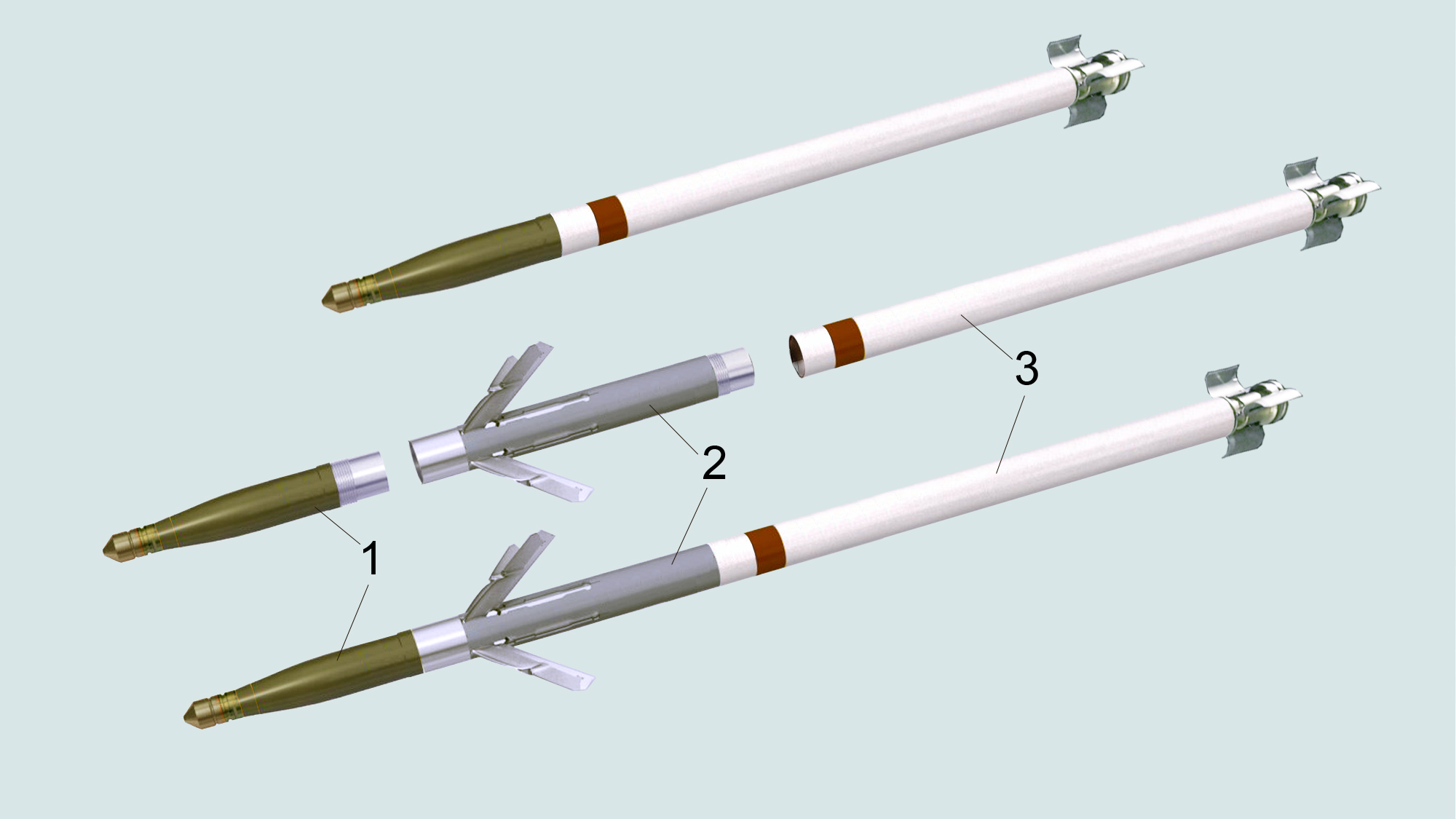
Hydra 70 + WGU-59/B = APKWS.

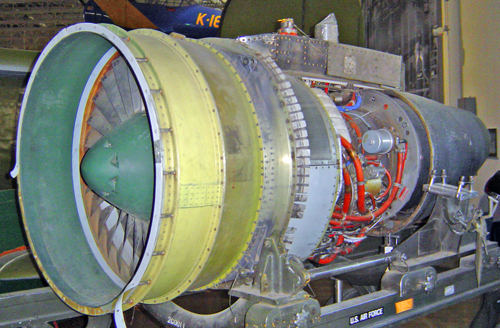
TF34.

| Sistema                                                    | País                                                                  | Fabricante                                 | Notas                            |
| ---------------------------------------------------------- | --------------------------------------------------------------------- | ------------------------------------------ | -------------------------------- |
| Cañón                                                      | Bandera de Estados Unidos                                             | General Dynamics General Electric          | 1 × cañón GAU-8 Avenger de 30 mm |
| Cohete aire-tierra CRV7 de 70 mm                           | Bandera de Canadá                                                     | Bristol Aerospace                          |                                  |
| Cohete aire-tierra Hydra 70 de 70 mm                       | Bandera de Estados Unidos                                             | General Dynamics                           |                                  |
| Cohete aire-tierra Zuni de 127 mm                          | Bandera de Estados Unidos                                             | Hunter Douglas                             |                                  |
| Kit de guiado láser WGU-59/B para cohetes Hydra 70         | Bandera de Estados Unidos                                             | BAE Systems                                |                                  |
| Kit de guiado láser Paveway II para bombas de caída libre  | Bandera de Estados Unidos                                             | Lockheed Martin Raytheon Texas Instruments |                                  |
| Kit de guiado láser Paveway III para bombas de caída libre | Bandera de Estados Unidos                                             | Raytheon Texas Instruments                 |                                  |
| Kit de guiado JDAM para bombas de caída libre              | Bandera de Estados Unidos                                             | Boeing                                     |                                  |
| Misil aire-superficie AGM-65 Maverick                      | Bandera de Estados Unidos                                             | Raytheon                                   |                                  |
| Misil antitanque AGM-114 Hellfire                          | Bandera de Estados Unidos                                             | Lockheed Martin                            |                                  |
| Misil aire-aire de corto alcance AIM-9 Sidewinder          | Bandera de Estados Unidos · Bandera de Finlandia · Bandera de Noruega | Raytheon NAMMO                             |                                  |
| Bomba Mark 82                                              | Bandera de Estados Unidos                                             | General Dynamics                           |                                  |
| Bomba Mark 83                                              | Bandera de Estados Unidos                                             | General Dynamics                           |                                  |
| Bomba Mark 84                                              | Bandera de Estados Unidos                                             | General Dynamics                           |                                  |
| Bomba incendiaria Mark 77                                  | Bandera de Estados Unidos                                             |                                            |                                  |
| Bomba napalm BLU-1/B                                       | Bandera de Estados Unidos                                             |                                            |                                  |
| Bomba napalm BLU-27/B                                      | Bandera de Estados Unidos                                             |                                            |                                  |
| Kit de guiado WCMD para bombas de racimo                   | Bandera de Estados Unidos                                             | Lockheed Martin                            |                                  |
| Bomba de racimo CBU-52/B                                   | Bandera de Estados Unidos                                             |                                            | Prohibida por 112 países         |
| Bomba de racimo CBU-58/B                                   | Bandera de Estados Unidos                                             |                                            | Prohibida por 112 países         |
| Bomba de racimo CBU-71/B                                   | Bandera de Estados Unidos                                             |                                            | Prohibida por 112 países         |
| Bomba de racimo CBU-87/B                                   | Bandera de Estados Unidos                                             |                                            | Prohibida por 112 países         |
| Bomba de racimo CBU-89/B                                   | Bandera de Estados Unidos                                             |                                            | Prohibida por 112 países         |
| Bomba de racimo CBU-97                                     | Bandera de Estados Unidos                                             |                                            | Prohibida por 112 países         |
| Bomba de racimo Mark 20 Rockeye                            | Bandera de Estados Unidos                                             | Honeywell                                  | Prohibida por 112 países         |
| Bomba de racimo BL755                                      | Bandera del Reino Unido                                               | Hunting Engineering                        | Prohibida por 112 países         |

#### Propulsión
| Sistema | País                      | Fabricante       | Notas          |
| ------- | ------------------------- | ---------------- | -------------- |
| Motor   | Bandera de Estados Unidos | General Electric | 2× TF34-GE-100 |

## Historia operacional

### Entrada en servicio

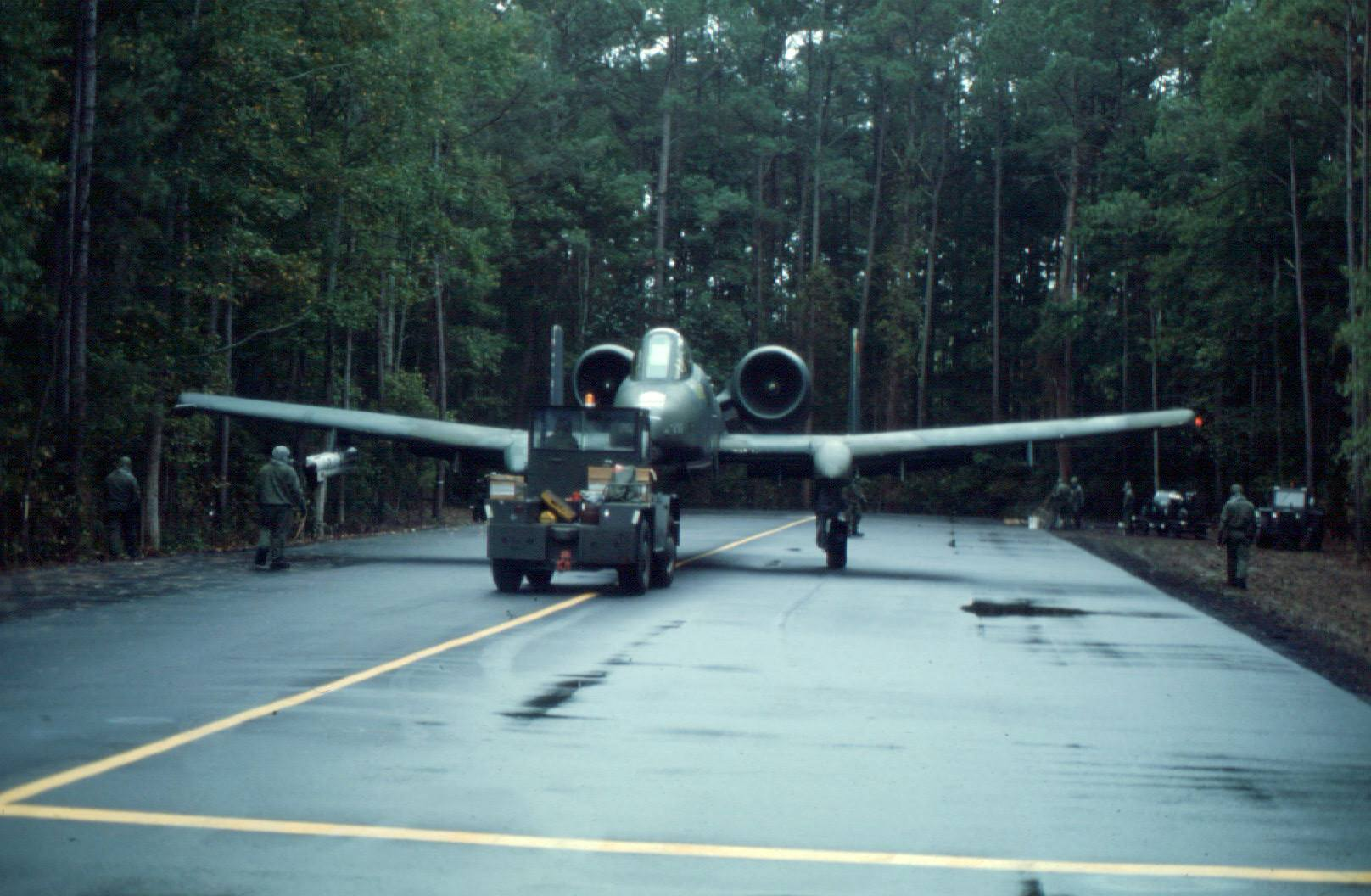
Un A-10A Thunderbolt II del 354th TFW operando en condiciones de dispersión para evitar ataques enemigos.

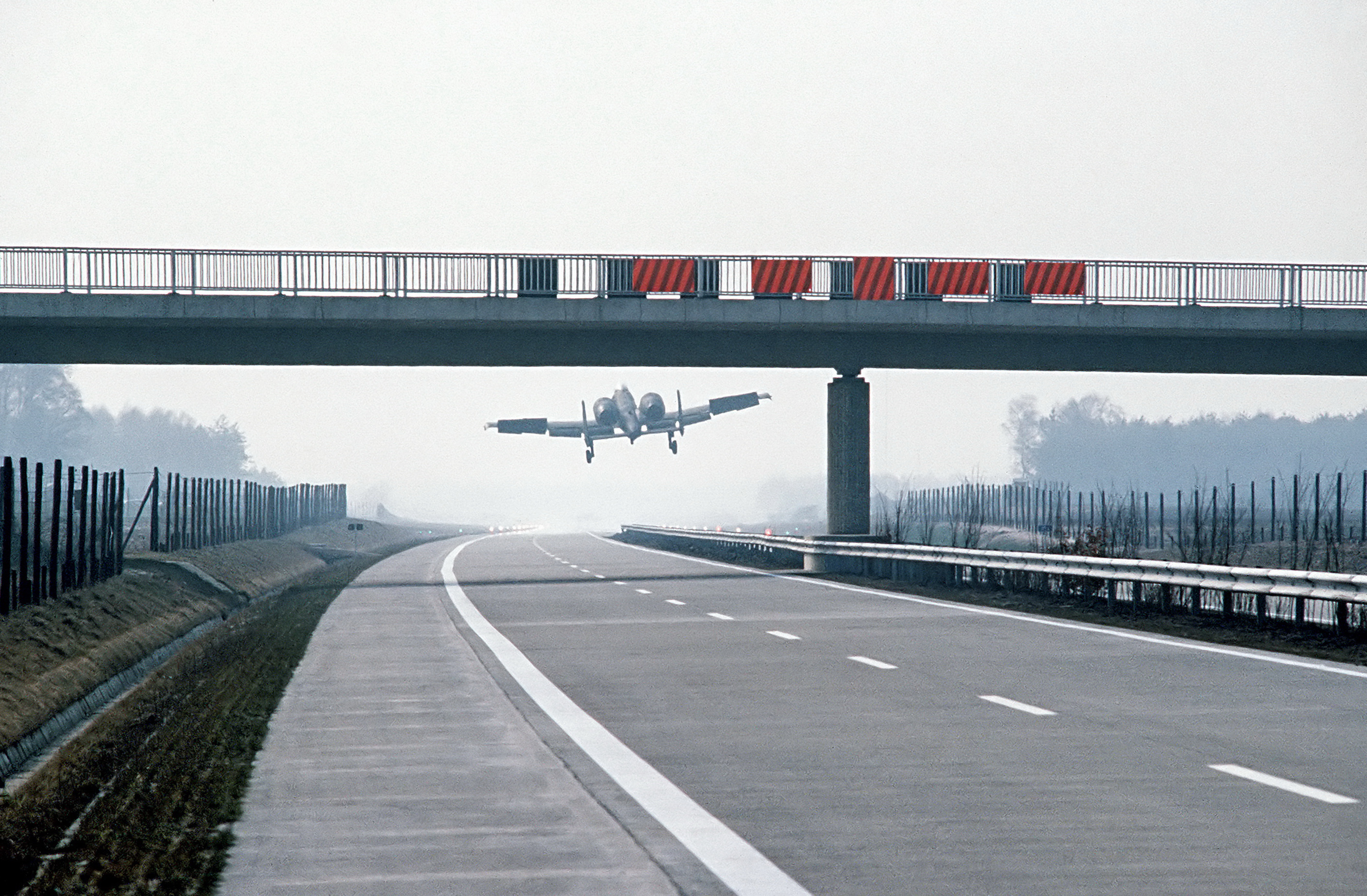
Un A-10 opera desde la autopista A-29 durante maniobras de la OTAN.

La primera unidad de la Fuerza Aérea en recibir los A-10 Thunderbolt II fue la 355.ª Ala de Entrenamiento Táctico, con base en la Base de la Fuerza Aérea Davis-Monthan (Arizona), en marzo de 1976. La primera en alcanzar la completa disponibilidad para el combate fue la 354.ª Ala de Caza Táctica de la Base de la Fuerza Aérea Myrtle Beach (Carolina del Sur), en 1978. El despliegue de los A-10A continuó en otras bases, tanto en territorio estadounidense como en el exterior, incluyendo las bases England AFB, en Luisiana; Eielson AFB, en Alaska; Base Aérea de Osan, Corea del Sur; y RAF Bentwaters/RAF Woodbridge, Reino Unido. Posteriormente, los escuadrones basados en Inglaterra se desplegaron regularmente en Alemania. En Europa, unos 120 A-10 Thunderbolt II se basaron en Gran Bretaña, ya que la 81st TFW se componía de 6 escuadrones. Más tarde, dos de sus escuadrones se transfirieron a la 10th Tactical Fighter Wing basado en Alconbury. 
Las 81st y 10th Tactical Fighter Wing basadas en Gran Bretaña contaban con cinco escuadrones de la Air National Guard (ANG), que le reforzarían en caso de guerra: 103rd TFS (Connecticut), 104th TFS (Massachusetts), 128th TFS (Wisconsin), 174th TFS (New York) y 175th TFS (Maryland). Los A-10 llegaron a estas unidades a partir de 1979. Inicialmente, los aliados europeos de la OTAN eran un poco escépticos acerca de la capacidad del A-10 para operar en las condiciones meteorológicas de Europa central. Pronto quedó claro que, gracias a que podía volar a una velocidad de 555 km/h, el A-10 era capaz de volar sin problemas a alturas de hasta 30 metros en maniobras militares, siempre por debajo del techo de nubes tan frecuentes en Alemania. Esto permitiría a los pilotos ver a simple vista los blancos del Pacto de Varsovia y destruirlos con bombas, cohetes o el cañón de 30 milímetros, y con una precisión que permitiría que las fuerzas propias estuvieran muy cerca de los blancos atacados. En Europa, los A-10 no solo entrenaban en Alemania, sino también en otros escenarios en que se esperaba actuaran en caso de guerra, como Noruega. En caso de guerra, la USAF se había comprometido a destinar 8 escuadrones de cazabombarderos a Noruega y cinco a Dinamarca.
Inicialmente, los A-10 fueron mal acogidos por muchos miembros de la Fuerza Aérea de Estados Unidos. La mayoría de los pilotos de caza no querían cambiarse al Warthog, debido a que tradicionalmente apreciaban la velocidad y apariencia de los cazas como el F-16. De nuevo se lanzó un ataque para librarse del A-10. Esta vez se las vio con una versión del F-16 adaptada al rol de ataque al suelo. De nuevo, la comparativa del A-10 fue muy superior al F-16. Así, el perfil del A-10 se mantuvo bajo por muchos años, sin demasiada publicidad por parte de la USAF. Entre los pilotos no gustaba, ya que era un avión que requería mucho entrenamiento para dominar su misión y los pilotos preferían los F-16.
En 1987, muchos A-10 fueron pasados a la misión de control aéreo avanzado (FAC) y redesignados OA-10. En misión FAC, el OA-10 normalmente es equipado con hasta seis contenedores de cohetes Hydra de 70 mm, generalmente con cabezas de combate de humo o fósforo blanco, usados para marcar objetivos. No obstante los aviones OA-10 no sufrieron ningún cambio físico y mantienen toda su capacidad de combate a pesar de la redesignación. Con el final de la Guerra Fría y las limitaciones presupuestarias, la USAF vio la oportunidad de librarse del A-10, alegando que su retirada en favor de plataformas de funciones múltiples tenía más sentido económicamente.
La primera operación de combate real del A-10 fue la invasión de la isla de Granada en 1983, pero no llegaron a disparar. Algunos aviones A-10 de 76th Fighter Squadron fueron transferidos a Roosevelt Roads, en Puerto Rico. Desde allí, los A-10 fueron destinados a dar cobertura a los Marines que desembarcaron en la isla de Carriacou a final de octubre. Al no encontrarse resistencia, los A-10 no llegaron a emplear sus arnas.

### Guerra del Golfo
El A-10 entró en combate por primera vez durante la guerra del Golfo en 1991, destruyendo más de 900 carros de combate, unos 2000 vehículos militares y cerca de 1200 piezas de artillería del Ejército de Irak. También derribó dos helicópteros iraquíes con el cañón GAU-8. El primero de esos derribos fue realizado por del capitán Robert Swain el 6 de febrero de 1991 sobre Kuwait, y se convirtió en la primera victoria aire-aire del Thunderbolt II. Durante la guerra fueron derribados cuatro aparatos A-10, todos por misiles superficie-aire. El avión de ataque estadounidense tuvo un porcentaje de capacidad operativa del 95,7 %, con unas 8100 salidas y lanzando el 90 % de los misiles AGM-65 Maverick utilizados en el conflicto. El éxito del Warthog en el conflicto hizo que poco después la Fuerza Aérea abandonara la idea de reemplazarlo con una versión de apoyo aéreo cercano del F-16. También se vivieron incidentes de fuego amigo, y en uno de ellos el piloto de un A-10 Warthog confundió una columna británica con fuerzas iraquíes, atacándola y matando a nueve soldados.
El A-10 era una molestia para los jefes de la USAF y ya habían planeado librarse de él, pero todo cambió cuando Irak invadió Kuwait el 2 de agosto de 1991. La USAF ya había decidido que los F-16 retirarían a los A-10 en las tareas de ataque. Sin embargo, la USAF se vio obligada a enviar todos los A-10 disponibles a Arabia Saudita por petición expresa de los mandos del Ejército. En total, 144 aviones fueron desplegados, cinco alas. En el desierto, el A-10 debutó en combate y se ganó su fama. Hasta entonces sus capacidades eran teóricas, pero en combate real demostró todo su potencial. Los A-10 realizaron un 30% de las misiones de ataque, pero se atribuyeron el 50% de los objetivos destruidos. Además, los F-16 tenían una tasa de disponibilidad del 60%, mientras que los A-10 la tenían de 95,7 %. Los A-10 se ganaron el favor de los altos mandos militares, y también de los políticos de Washington.
Irónicamente, en esta guerra los A-10 volaron pocas misiones de apoyo aéreo cercano. La batalla terrestre duro solo 4 días, y en el primer día una tercera parte de los A-10 no llegaron a disparar ante la falta de blancos. De acuerdo a los informes de los pilotos, los A-10 consiguieron en esta guerra las siguientes estadísticas:
- 987 tanques destruidos.
- 2 helicópteros derribados (un Bo 105 y un Mi-8) con fuego de cañón GAU-8A Avenger de 30 mm.
- 926 piezas de artillería y morteros destruidos.
- 501 blindados destruidos.
- 249 puestos de mando destruidos.
- 11 lanzaderas de misiles Frog destruidas.
- 281 estructuras militares destruidas.
- 96 instalaciones de radar destruidas.
- 72 búnkeres destruidos.
- 9 emplazamientos SAM destruidos.
- 8 depósitos de combustible destruidos.
- 2000 vehículos utilitarios militares destruidos.
- 1306 camiones destruidos.
- 53 misiles y lanzaderas SCUD destruidos.
- 10 aviones destruidos en el suelo.
- Emplazamientos de artillería antiaérea atacados.
- Radares de alerta atacados.
- Más de 5000 misiles Maverick disparados (90% de los misiles Maverick disparados).

### Intervenciones en Bosnia y Kosovo

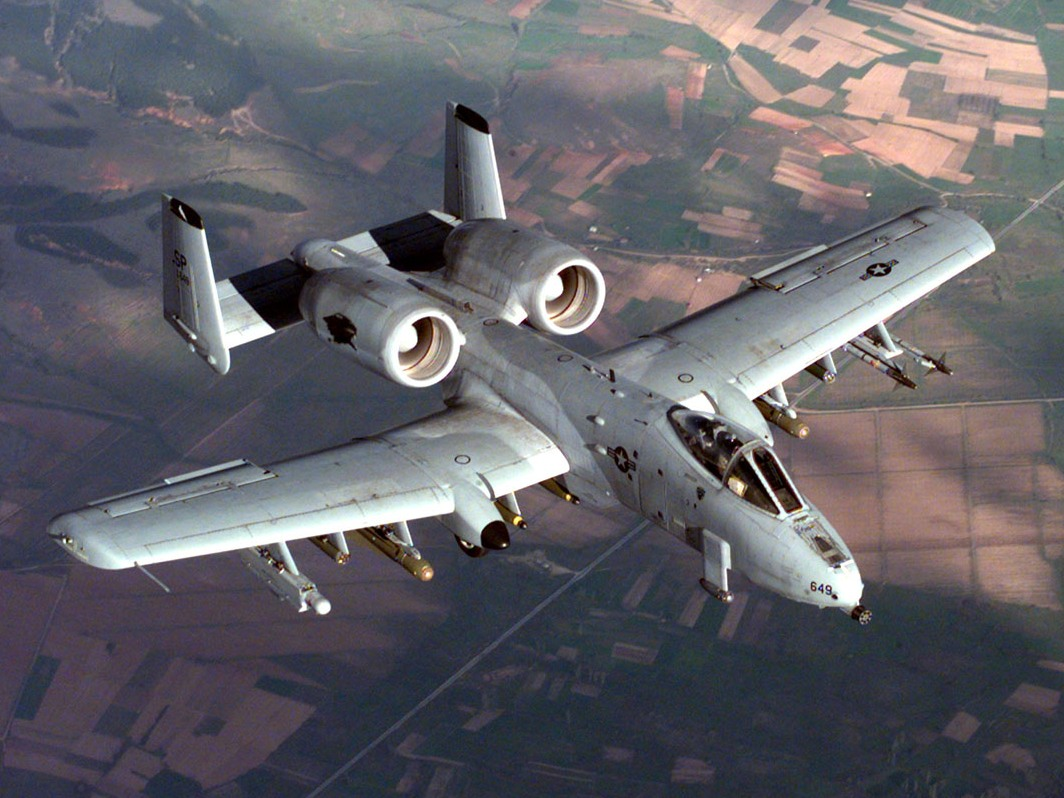
Un A-10A Thunderbolt II del 81.º Escuadrón de Caza de la USAF durante una misión de combate de la Operación Fuerza Aliada llevada a cabo desde la Base Aérea de Aviano.

La USAF asignó 12 aviones A-10 a la base de Aviano como parte de la fuerza de pacificación de Bosnia. Los aviones A-10 Thunderbolt II de la Fuerza Aérea estadounidense dispararon aproximadamente 10 000 proyectiles de 30 mm de uranio empobrecido en Bosnia y Herzegovina entre 1994 y 1995. A raíz de la toma de algunos vehículos blindados y armas pesadas por serbobosnios en un almacén en Ilidža, se pusieron en marcha una serie de incursiones con el objetivo de localizar y destruir el material capturado. El 5 de agosto de 1994, dos Warthog localizaron y ametrallaron una de estas piezas, un viejo cazacarros. Después del ataque, considerado exitoso, los serbios devolvieron los demás blindados. Los A-10 entraron en escena poco más de un mes después, cuando un OA-10 y dos SEPECAT Jaguar de la RAF atacaron un tanque serbio situado dentro de la identificada "zona de exclusión" de 20 millas alrededor de Sarajevo. En agosto de 1995, la OTAN lanzó una ofensiva llamada Operación Fuerza Deliberada. Los A-10 realizaron misiones de apoyo aéreo cercano, atacando a la artillería serbia y sus posiciones. A finales de septiembre, los Thunderbolt II comenzaron a realizar patrullas de nuevo. Los A-10 también colaboraron en el intento fracasado de rescatar a los tripulantes de un Mirage 2000D derribado.
Los A-10 regresaron a la región como parte de la Operación Fuerza Aliada, iniciada en marzo de 1999 en Kosovo. El 27 de marzo de 1999, un F-117 Nighthawk fue derribado por las defensas antiaéreas a unos 40 kilómetros de Belgrado. Tan pronto como se supo que el piloto había saltado tras las líneas enemigas, se envió un equipo de búsqueda y rescate, formado por tres helicópteros CSAR MH-53 Pave Low y MH-60 Pave Hawk, y escoltados por dos A-10.
El 6 de abril de 1999, los A-10, junto con aviones del portaaviones USS Roosevelt, participaron en los ataques contra cerca de 30 objetivos en la zona sudoeste de Kosovo. El 2 de mayo, un A-10 Thunderbolt II fue dañado por un misil Strela 2 y tuvo que realizar un aterrizaje de emergencia en Macedonia. Mientras la OTAN sentía como el sistema de defensa antiaérea serbio estaba siendo reducido, los Warthog comenzaron a ver como cada vez más misiones de ataque a tierra les eran encomendadas. Permanecieron en la zona de operaciones hasta que los combates finalizaron a mediados de junio.

### Guerra de Afganistán
A pesar de toda la actividad que vieron los A-10 entre 1991 y 2001, su uso en combate fue más de ataque al suelo que de apoyo aéreo cercano. La Fuerza Aérea se planteaba reemplazar con F-16 a los A-10. Incluso llegó a ofrecerse en 1994 al Ejército transferirle los A-10 y la misión de apoyo aéreo cercano. La presencia de soldados en el terreno trajo de nuevo la necesidad de misiones de apoyo aéreo cercano.
Los A-10 Thunderbolt II no participaron en las etapas iniciales de la invasión de Afganistán. Se desplegaron escuadrones en Bagram para la campaña contra los lalibán y Al Qaeda a partir de marzo de 2002. Esos aviones participaron en la Operación Anaconda, y después permanecieron en el país luchando contra los talibán y los restos de Al Qaeda. En 2003, los A-10 se destinaron a Irak, para luego volver a Afganistán en 2005. Aunque los F-16 presentes en Afganistán eran 3 o 4 veces más numerosos que los A-10, el 50% de las misiones de apoyo aéreo cercano fueron realizadas por los A-10.
En Afganistán la capacidad de disparar muy cerca de los soldados propios ha resultado muy valiosa. Se han atacado objetivos a 50 metros del personal propio. La capacidad de volar suficientemente cerca y bajo para apreciar la diferencia entre amigo y enemigo ha sido muy alabada por los soldados en el terreno. La capacidad de enlazar con otros aviones y con las fuerzas terrestres a través de equipos de radio y enlace de datos Link-16 también probó su valor repetidas veces. En la Operación Anaconda, los A-10 realizaron misiones en apoyo de las tropas que atacaban a los talibanes en las montañas afganas. Durante la operación, los A-10 demostraron repetidas veces ser capaces de localizar y destruir artillería antiaérea, ametralladoras y posiciones de los talibán.
Los A-10 siguieron durante años apoyando las operaciones en Afganistán. En más de una ocasión han demostrado con creces el valor del apoyo aéreo a los soldados en el terreno. En 2007, un raid de los Royal Marines en la provincia de Helmand fue mal, y dos A-10 tuvieron que mantener a raya a los talibán mientras unos soldados que habían quedado aislados tuvieron que ser sacados por helicópteros AH-64. En 2008, una unidad de fuerzas especiales de los Marines fue descubierta y rodeada por los talibán. Los Marines solicitaron apoyo aéreo inmediato, la cobertura de nubes hacía imposible que los F-18 de los Marines pudieran hacer nada, y dos A-10 se lo dieron durante horas, eliminando a docenas de talibán.

### Guerra de Irak
El 20 de marzo de 2003 comenzó la Operación Libertad Iraquí, y en los primeros combates participaron sesenta aviones A-10 y OA-10. El 30 de abril, el Mando Central de Fuerzas Aéreas de Estados Unidos publicó Operation Iraqi Freedom: By the Numbers, un informe desclasificado acerca de la campaña aérea durante la invasión. En él se indica que los A-10 tuvieron un porcentaje de capacidad operativa del 85 %, dispararon 311 597 proyectiles de 30 mm, y que fue derribado un único A-10 por fuego antiaéreo iraquí cerca del Aeropuerto Internacional de Bagdad, hacia el final de la campaña. También realizó 32 misiones en las que lanzó folletos de propaganda sobre Irak. El A-10 tuvo un papel relevante durante la guerra, siendo empleado para atacar las posiciones y los vehículos blindados de la Guardia Republicana y algunos centros de mando del régimen. En la invasión se dio un incidente de fuego amigo cuando un A-10 atacó dos blindados Scimitar británicos. Un piloto de A-10 apoyó el avance de la 3.ª División de Infantería a través del río Tigris, destruyendo 3 tanques T-72, 6 blindados y varios vehículos, lo que ayudó a vencer la resistencia iraquí y cruzar el río.
La versión modernizada A-10C fue desplegada en Irak por primera vez en el tercer trimestre de 2007 con el 104.º Escuadrón de Caza de la Guardia Nacional Aérea de Maryland. Este modelo incluía la actualización Precision Engagement. Los sistemas de comunicaciones y aviónica digital del A-10C han reducido considerablemente el tiempo necesario para adquirir y atacar un objetivo en apoyo aéreo cercano.

### Intervención militar en Libia de 2011
Estados Unidos desplegó seis aviones A-10 para participar en la Operación Amanecer de la Odisea. El 26 de marzo de 2011, los A-10 comenzaron las operaciones de combate junto a aviones artillados Lockheed AC-130, atacando fuerzas terrestres. Estos fueron los primeros aviones usados por Estados Unidos contra tropas de Gadafi; los ataques previos tenían como objetivo infraestructuras antiaéreas y de mando.
El 28 de marzo, uno de los A-10, junto a un P-3 Orion de la Armada de Estados Unidos, atacaron tres embarcaciones de la Guardia Costera Libia que estaban disparando contra la ciudad de Misrata y buques mercantes. El P-3 lanzó misiles AGM-65F Maverick contra un buque de patrulla de la clase Vittoria, forzando a sus tripulantes a abandonarlo. El A-10 ametralló dos embarcaciones más pequeñas con su cañón GAU-8 Avenger de 30 mm, hundiendo una y forzando a la tripulación a abandonar la otra. Los aviones recibieron información de gestión del espacio aéreo e imagen marítima por parte del destructor USS Barry (DDG-52).

### Guerra contra Daesh
Estados Unidos decidió desplegar 12 aviones A-10 en la base de Incirlik, en el sur de Turquía, a petición del CETCOM. Desde entonces, diversas unidades han ido rotando para apoyar a la coalición anti-Daesh en Irak y Siria. Los A-10 también fueron basados en la base aérea de Al-Assad en Irak. Antes de la irrupción del ISIS en Irak y Siria, el A-10 se enfrentaba de nuevo a un plan de retirada. Esta vez los altos mandos de la USAF querían destinar el dinero empleado en mantener en servicio los A-10 al programa de compra de los nuevos aviones F-35. De nuevo llegó una guerra que salvó al A-10, esta vez fue la eficacia de la contribución del A-10 a la campaña liderada por Estados Unidos contra el Estado Islámico en Siria e Irak el argumento empleado por la Cámara de Representantes para desestimar la retirada del A-10. Un ejemplo fue el papel de los A-10 en la Operación Tidal Wave II, cuando, junto con aviones AC-130, destruyeron 116 camiones cisterna de combustible. Los comandantes de Fuerzas Especiales enfatizaron en el hecho de que el A-10 era el único avión en el arsenal de Estados Unidos capaz de volar suficientemente cerca del enemigo como para lanzar bombas sin arriesgarse a provocar bajas por fuego amigo, y que el hecho de que los A-10C puedan día, noche y bajo cualquier condición meteorológica, hacer contacto preciso y prolongado con objetivos terrestres enemigos es una capacidad que no se podía arriesgar a perder. Algunos senadores como John McCain y Kelly Ayotte insistieron ante el departamento de Defensa para que mantuviese los A-10.

## Variantes

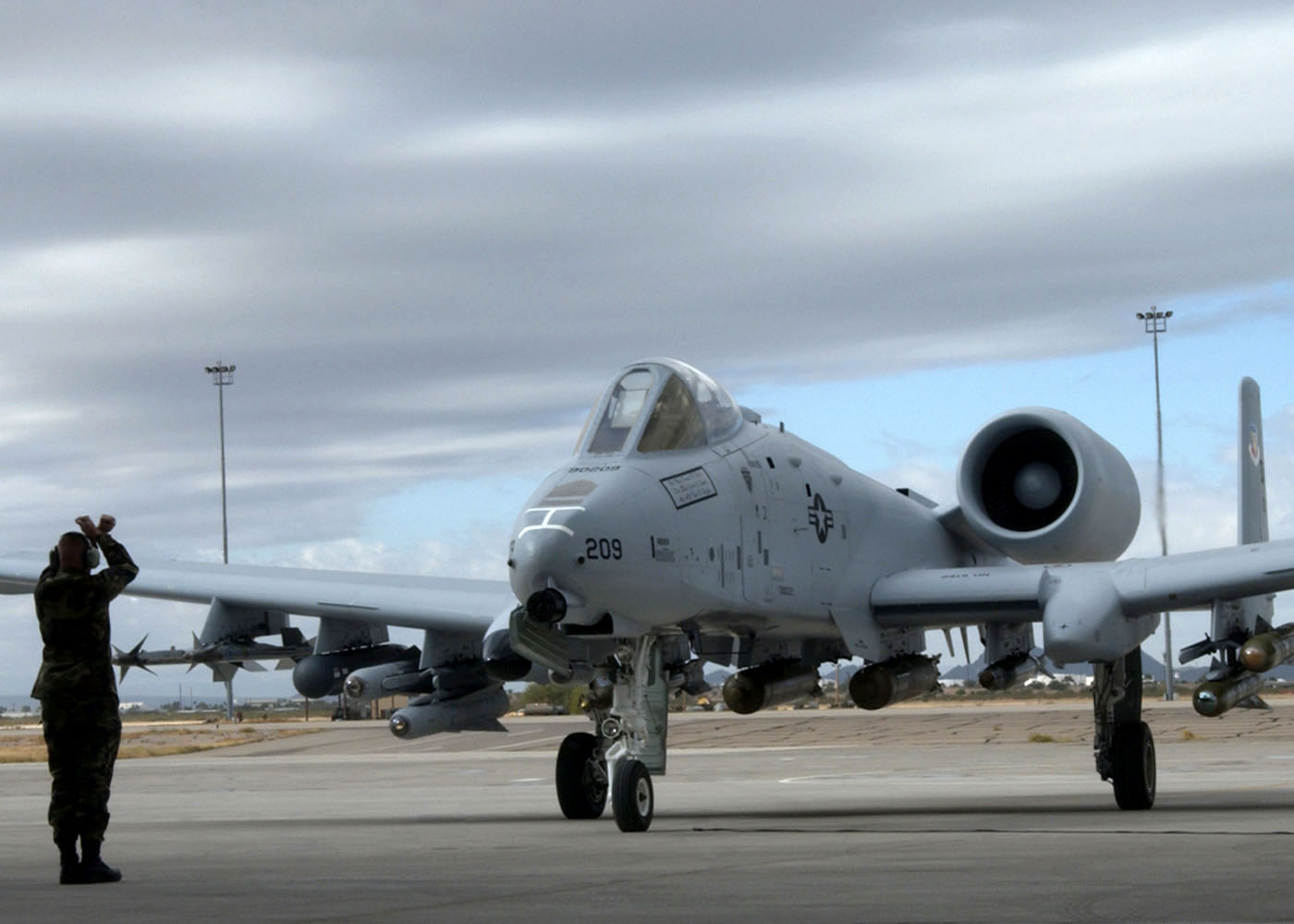
Un recientemente modificado A-10C rodando por la pista el día de su presentación, 29 de noviembre de 2006, en la Davis-Monthan AFB.

YA-10A
Prototipos para el programa A-X, 2 fabricados.
A-10A
Versión de producción, monoplaza de ataque a tierra y apoyo aéreo cercano. Después de construir 6 ejemplares de preproducción, se fabricaron en serie 707 de estos aviones.
OA-10A
Designación de los aviones A-10A usados como plataforma aerotransportada de control aéreo avanzado, sin cambios físicos, sólo cambia el tipo de misión que realizan.
A-10 Night/Adverse Weather
Prototipo de versión biplaza, diseñado para funcionar de noche y en condiciones meteorológicas adversas. Fue cancelado y no entró en producción. El único ejemplar creado fue la conversión de un A-10A existente.
YA-10B
Propuesta de una versión de entrenamiento biplaza del A-10 que fue cancelada, ninguna unidad construida.
A-10C
Designación de los aviones A-10A actualizados bajo el programa gradual Precision Engagement.
A-10 PCAS
Versión no tripulada desarrollada por Raytheon, Rockwell Collins y GE Aviation.

## Operadores
Estados Unidos

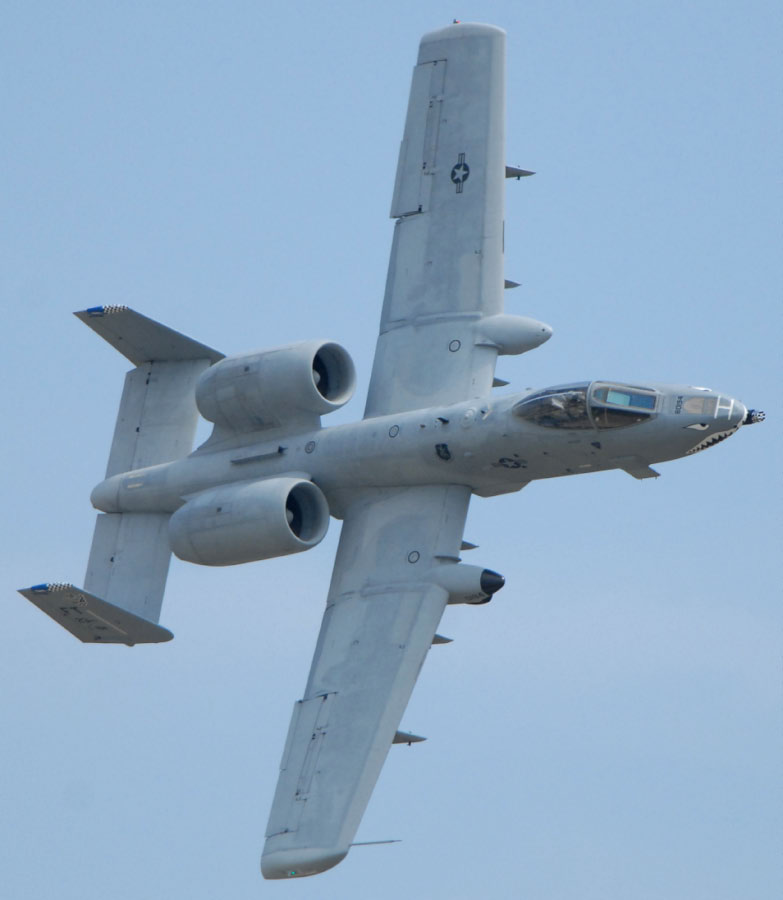
A-10 volando sobre la McGuire AFB.

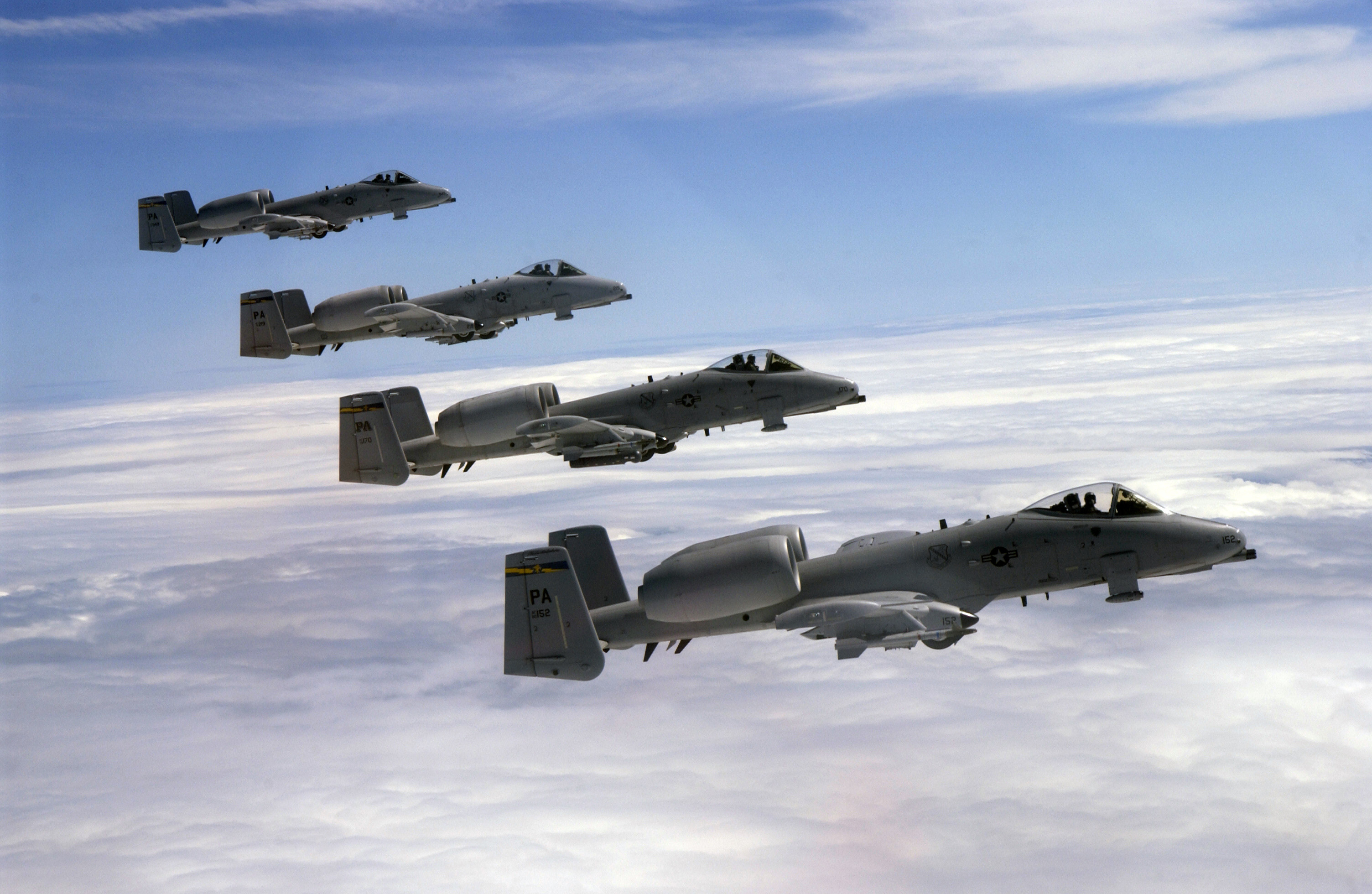
Cuatro A-10 de la 111.ª Ala de Caza, Guardia Nacional Aérea de Pensilvania, volando en formación durante una misión de repostaje.

- Fuerza Aérea de los Estados Unidos: el A-10 ha sido utilizado exclusivamente por la USAF, tanto en unidades de servicio activo como en componentes de reserva. A fecha de septiembre de 2008, la USAF disponía de un total de 335 aviones A-10; 188 de ellos en unidades de primera línea pertenecientes al Mando de Combate Aéreo (ACC), a las Fuerzas Aéreas del Pacífico (PACAF) y a las Fuerzas Aéreas de Estados Unidos en Europa (USAFE); y el resto en unidades de reserva, 96 en la Guardia Nacional Aérea (ANG), y los otros 51 en el Mando de Reserva de la Fuerza Aérea (AFRC).[166] Existen 20 escuadrones que operan con el A-10; nueve de servicio activo, seis de la ANG, y cinco del AFRC como se muestra a continuación:

| Mando de Combate Aéreo                     | 23.ª Ala - Moody AFB, Georgia                                          | - 74.º Escuadrón de Caza - 75.º Escuadrón de Caza                              |
| Mando de Combate Aéreo                     | 53.ª Ala - Eglin AFB, Florida                                          | - 422.º Escuadrón de Prueba y Evaluación (Nellis AFB, Nevada)                  |
| Mando de Combate Aéreo                     | 57.ª Ala - Nellis AFB, Nevada                                          | - 66.º Escuadrón de Armas                                                      |
| Mando de Combate Aéreo                     | 355.ª Ala - Davis-Monthan AFB, Arizona                                 | - 354.º Escuadrón de Caza - 357.º Escuadrón de Caza - 358.º Escuadrón de Caza  |
| Fuerzas Aéreas del Pacífico                | 51.ª Ala de Caza - Base Aérea de Osan, Corea del Sur                   | - 25.º Escuadrón de Caza                                                       |
| Fuerzas Aéreas de Estados Unidos en Europa | 52.ª Ala de Caza - Base Aérea de Spangdahlem, Alemania                 | - 81.º Escuadrón de Caza                                                       |
| Guardia Nacional Aérea                     | 110.ª Ala de Caza - Battle Creek ANGB, Míchigan                        | - 172.º Escuadrón de Caza                                                      |
| Guardia Nacional Aérea                     | 111.ª Ala de Caza - NAS JRB Willow Grove/Willow Grove ARS, Pensilvania | - 103.º Escuadrón de Caza                                                      |
| Guardia Nacional Aérea                     | 124ª Ala - Terminal Aérea de Boise, Idaho                              | - 190.º Escuadrón de Caza                                                      |
| Guardia Nacional Aérea                     | 175.ª Ala - Warfield ANGB, Aeropuerto Estatal Martin, Maryland         | - 104.º Escuadrón de Caza                                                      |
| Guardia Nacional Aérea                     | 188.ª Ala de Caza - Fort Smith, Arkansas                               |                                                                                |
| Mando de Reserva de la Fuerza Aérea        | 442.ª Ala de Caza -: Whiteman AFB, Misuri                              | - 76.º Escuadrón de Caza (Moody AFB, Georgia) - 303.º Escuadrón de Caza        |
| Mando de Reserva de la Fuerza Aérea        | 917.ª Ala - Barksdale AFB, Luisiana                                    | - 45.º Escuadrón de Caza (Davis-Monthan AFB, Arizona) - 47.º Escuadrón de Caza |

 Ucrania
- Fuerza Aérea Ucraniana: en varias ocasiones, el Gobierno de Ucrania ha solicitado al de Estados Unidos, en torno a 30 aeronaves del tipo A-10, pertenecientes a la USAF, que habría que someter a revisiones y arreglos para tenerlos operativos en la misma.[167][168][169]

## Apodos
El A-10 Thunderbolt II recibió su popular apodo Warthog (‘facóquero’ en inglés) de los pilotos y demás miembros de los escuadrones de ataque de la USAF que lo han pilotado y mantenido. El A-10 fue el último avión de combate de reacción de la compañía Republic Aviation en servir con la Fuerza Aérea estadounidense, al ser ésta adquirida por Fairchild Aircraft. El apodo en cuestión es la continuación de una serie iniciada con el Republic F-84 Thunderjet, apodado como Hog (‘cerdo’), el Republic F-84F Thunderstreak como Superhog, y el Republic F-105 Thunderchief como Ultra Hog. Otro apodo menos común que ha recibido el A-10 es el de Tankbuster (en español: «cazatanques»).

## Especificaciones (A-10A)
Referencia datos: GlobalSecurity.org, Spick The Great Book of Modern Warplanes, y Jenkins Fairchild-Republic A/OA-10

### Características generales
- Tripulación: Uno (piloto)
- Longitud: 16,2 m (53 ft)
- Envergadura: 17,4 m (57,2 ft)
- Altura: 4,4 m (14,5 ft)
- Superficie alar: 47 m² (505,9 ft²)
- Perfil alar: 

  - Raíz: NACA 6716
  - Punta: NACA 6713
- Peso vacío: 11 321 kg (24 951,5 lb)
- Peso cargado: 

  - Estándar: 13 782 kg (30 375,5 lb)
  - En misión CAS: 21 361 kg (47 079,6 lb)
  - En misión contra blindados: 19 083 kg (42 058,9 lb)
- Peso útil: 11 679 kg (25 740,5 lb)
- Peso máximo al despegue: 23 000 kg (50 692 lb)
- Planta motriz: 2× turbofan General Electric TF34-GE-100A.
  - Empuje normal: 40,3 kN (4109 kgf; 9060 lbf) de empuje cada uno.

### Rendimiento
- Velocidad nunca excedida (Vne): 833 km/h (518 MPH; 450 kt)
- Velocidad máxima operativa (Vno): 706 km/h (439 MPH; 381 kt)
- Velocidad crucero (Vc): 560 km/h (348 MPH; 302 kt)
- Velocidad de entrada en pérdida (Vs): 220 km/h (137 MPH; 119 kt)
- Alcance: 1287 m (4222 ft)
- Radio de acción: 460 km (248 nmi; 286 mi) en misión CAS, con 1,88 horas de merodeo monomotor a 1500 m y 10 min de combate. O bien 467 km (252 nmi; 290 mi) en misión contra blindados, con incursión y huida al nivel del mar y 30 minutos de combate
- Alcance en ferry: 4150 km con viento en contra de 90 km/h y 20 min de reserva
- Techo de vuelo: 13 636 m (44 738 ft)
- Régimen de ascenso: 30,48
- Carga alar: 482 kg/m² (98,7 lb/ft²)
- Empuje/peso: 0,36

### Armamento
- Cañones: 1× Cañón rotativo GAU-8 Avenger de 30 mm con 1174 proyectiles
- Puntos de anclaje: 11 (8× pilones subalares y 3× bajo el fuselaje) con una capacidad de 7260 kg (16 001 lb), para cargar una combinación de:  
  - Bombas: 

    - Bombas de propósito general de la serie Mark 80 (Mark 81, Mark 82, Mark 83 y Mark 84)
    - Bombas incendiarias Mark 77
    - Bombas de racimo GBU-100 Rockeye II, BL-755 y CBU-52/58/71/87/89/97
    - Bombas guiadas por láser de la serie Paveway

  - Cohetes: 

    - 4× lanzadores LAU-61 o LAU-68 con 19× o 7× (respectivamente) cohetes Hydra 70 cada uno
    - 4× lanzadores LAU-5003 con 19× CRV7 de 70 mm cada uno
    - 6× lanzadores LAU-10 con 4× Zunis de 127 mm cada uno

  - Misiles: 

    - 2× misiles aire-aire AIM-9 Sidewinder
    - 8× misiles aire-superficie AGM-65 Maverick

  - Otros: 

    - Contenedor SUU-42A/A dispensador de señuelos chaff y bengalas
    - Contenedores de contramedidas electrónicas AN/ALQ-131 y AN/ALQ-184
    - Contenedores de designador de objetivos Lockheed Martin Sniper XR y AN/AAQ-28(V) LITENING (Solo la versión Charlie lo posee)
    - 2× depósitos de combustible externos Sargent Fletcher de 2300 l para ampliar el alcance

## Aeronaves relacionadas

### Aeronaves similares
- Hispano Aviación HA-500 Alacrán
- Northrop YA-9
- Su-25
- Ilyushin Il-102

### Secuencias de designación
- Secuencia A- (Aviones de Ataque estadounidenses, 1962-presente): ← A-7/F - A-8 - A-9 - A-10 - A-12